# Leichtathletik-Europameisterschaften 2016
| Medaillenspiegel (Endstand nach 44 Entscheidungen) | Medaillenspiegel (Endstand nach 44 Entscheidungen) | Medaillenspiegel (Endstand nach 44 Entscheidungen) | Medaillenspiegel (Endstand nach 44 Entscheidungen) | Medaillenspiegel (Endstand nach 44 Entscheidungen) | Medaillenspiegel (Endstand nach 44 Entscheidungen) |
| Platz                                              | Land                                               | Gold                                               | Silber                                             | Bronze                                             | Gesamt                                             |
| -------------------------------------------------- | -------------------------------------------------- | -------------------------------------------------- | -------------------------------------------------- | -------------------------------------------------- | -------------------------------------------------- |
| 1                                                  | Polen                                              | 6                                                  | 5                                                  | 1                                                  | 12                                                 |
| 2                                                  | Deutschland                                        | 5                                                  | 4                                                  | 7                                                  | 16                                                 |
| 3                                                  | Großbritannien                                     | 5                                                  | 3                                                  | 8                                                  | 16                                                 |
| 4                                                  | Türkei                                             | 4                                                  | 5                                                  | 3                                                  | 12                                                 |
| 5                                                  | Niederlande                                        | 4                                                  | 1                                                  | 2                                                  | 7                                                  |
| 6                                                  | Spanien                                            | 3                                                  | 4                                                  | 1                                                  | 7                                                  |
| 7                                                  | Portugal                                           | 3                                                  | 1                                                  | 2                                                  | 6                                                  |
| 8                                                  | Frankreich                                         | 2                                                  | 5                                                  | 3                                                  | 10                                                 |
| 9                                                  | Italien                                            | 2                                                  | 2                                                  | 3                                                  | 7                                                  |
| 10                                                 | Belgien                                            | 2                                                  | 1                                                  | -                                                  | 3                                                  |
| Vollständiger Medaillenspiegel                     |                                                    |                                                    |                                                    |                                                    |                                                    |

Die 23. Leichtathletik-Europameisterschaften wurden vom 6. bis 10. Juli 2016 im Amsterdamer Olympiastadion von 1928 ausgetragen. Erstmals fanden damit die Leichtathletik-Europameisterschaften in den Niederlanden statt. Am 4. November 2011 erhielt die Hauptstadt Amsterdam den Zuschlag gegenüber den Mitbewerbern Istanbul (Türkei) und Split (Kroatien). Das Budget der fünftägigen Veranstaltung soll neunzehn Millionen Euro betragen haben.
Es waren die zweiten Europameisterschaften, die im Jahr von Olympischen Spielen wenige Wochen vor diesen Spielen mit reduziertem Programm – ohne die Gehwettbewerbe sowie einem Halbmarathon anstelle des Marathonlaufs – mit nur 44 statt 47 Disziplinen ausgetragen wurden.
Die Qualifikationswettbewerbe im Diskus- und Speerwurf fanden auf dem Museumplein statt.

## Teilnehmer und Mitwirkende
Am 22. Juni 2016 wurden 104 Sportler, 51 Männer und 53 Frauen, vom Deutschen Leichtathletik-Verband (DLV) nominiert, worauf Sabrina Mockenhaupt verletzungsbedingt einen Tag später ihre Absage bekannt gab. Verletzungsbedingt mussten auch Manuel Stöckert und Robert Polkowski zurückziehen. Aus Deutschland wurden schließlich 101 Teilnehmer entsandt. Kurzfristig musste schließlich noch Raphael Holzdeppe von einem Start absehen. Es war das größte DLV-Team bei Europameisterschaften seit achtzehn Jahren mit einem Durchschnittsalter von ca. 25 Jahren.
Die Schweiz entsandte 48 Athleten, unter anderem mit dem amtierenden 400-Meter-Hürden-Europameister Kariem Hussein. Polen schickte sein bislang größtes – 73-köpfiges – Team mit den Titelverteidigern Anita Włodarczyk (Hammerwurf) und Adam Kszczot (800-Meter-Lauf). Großbritannien nominierte 98 Sportler, unter denen sich sechs Titelverteidiger befanden.

## Russische Leichtathleten und ihr Status
Nachdem der Leichtathletik-Weltverband IAAF (heute World Athletics) seine im Herbst 2015 ausgesprochene Sperre von Mitgliedern des russischen Nationalverbandes wegen systematischen Dopings Mitte Juni 2016 auf unbegrenzte Zeit verlängert hatte, blieb diesen die Teilnahme an den Europameisterschaften verwehrt. Russische Sportlerinnen und Sportler hatten zu den erfolgreichsten bei diesen Veranstaltungen gezählt, bei den vorangegangenen Europameisterschaften hatten sie im Medaillenspiegel Platz vier belegt. Von dem Bann ausgenommen blieben Athleten, die sich vorschriftsmäßig Dopingkontrollen unterzogen hatten. Ihnen wurde die Möglichkeit eingeräumt, eine persönliche Startgenehmigung zu beantragen. Einzige russische Teilnehmerin, die über diesen Weg hier starten konnte, war die Mittelstreckenläuferin Julia Stepanowa, die sich als Whistleblowerin an der Aufdeckung der skandalösen Zustände innerhalb ihres Verbandes aktiv beteiligt hatte. Stepanowa trat nicht unter der russischen Flagge, sondern unter der des europäischen Leichtathletikverbandes im 800-Meter-Lauf an, blieb dabei aber erfolglos.

## Kritik am Einsatz eingebürgerter Athleten durch die Türkei
Heftige Kritik gab es an der Zusammensetzung des türkischen Kaders. Die Türkei setzte sieben frühere Kenianer, zwei ehemalige Jamaikaner und einen Ex-Kubaner ein, meist erst vor kurzer Zeit mit türkischer Staatsbürgerschaft ausgestattet. Die betreffenden Sportler lebten und trainierten in der Regel nicht einmal in der Türkei. Diesen eingebürgerten Läufern verdankte die Türkei alle vier Goldmedaillen, vier der fünf Silbermedaillen und damit den vierten Rang im Medaillenspiegel. So gab es kritische und verärgerte Stellungnahmen aus mehreren Verbänden – auch vom europäischen Verband, der EAA, Änderungen im Regelwerk des Weltleichtathletikverband World Athletics (damals: IAAF) wurden angestrebt.

## Doping
Über die Problematik mit Russland und der Frage des Startrechts für russische Athleten hinaus gab es auch bei diesen Europameisterschaften wieder sieben Fälle, in denen Sportler wegen Verstoßes gegen die Antidopingbestimmungen disqualifiziert wurden:
- Kevin Moore (Malta), 100 Meter, im Vorlauf disqualifiziert und damit ausgeschieden – Er wurde positiv auf unerlaubte Substanzen getestet. Der Test erfolgte mittels einer am 11. Juni 2016 entnommenen Probe. Der Sprinter erhielt eine vierjährige Sperre bis zum 24. September 2020. Seine Resultate, die er ab dem 11. Juni 2016 erzielt hatte, wurden annulliert.[10]
- Gábor Pásztor (Ungarn), 200 Meter, im Vorlauf ausgeschieden – Er wurde nach seinem Rennen bei diesen Europameisterschaften am 7. Juli positiv auf unerlaubte Substanzen getestet und erhielt eine vierjährige Sperre bis zum 7. Juni 2020. Sein Resultat von diesen Europameisterschaften wurde annulliert.[11][12]
- Jamel Chatbi (Italien), 5000 Meter, zunächst Elfter / 3000 Meter Hindernis, zunächst Fünfter – Er wurde bei einer Trainingskontrolle während der Olympischen Spiele 2016 positiv auf das verbotene Mittel Clenbuterol getestet. Nach 2009 war es bereits Chatbis zweiter positiver Test.[13] Der neuerliche Befund führte zunächst zu einer Sperre für zwei Jahre und acht Monate bis April 2019, die wegen des bereits zweiten Vergehens von der italienischen Antidopingagentur NADO italia bis August 2024 verlängert wurde.[14]
- Hakan Duvar (Türkei), 3000 Meter Hindernis, zunächst Zwölfter – Ihm wurden Abweichungen in seinem Biologischen Pass nachgewiesen, die zu einer vierjährigen Sperre und unter anderem der Streichung des Resultats bei diesen Europameisterschaften führten. Die Sperre begann am 26. Dezember 2016 und endete am 25. Dezember 2020.[15]
- Andrei Toader (Rumänien), Kugelstoßen, zunächst Sechster – Seine Dopingprobe vom 10. Mai 2016 enthielt das verbotene Mittel Testosteron und war damit positiv. Dem Athleten wurden seine seitdem erzielten Resultate aberkannt, darunter sein Ergebnis von diesen Europameisterschaften. Außerdem wurde eine vierjährige Sperre vom 10. Mai 2016 bis 9. Mai 2020 gegen ihn verhängt.[16][17]
- Olessja Powch (Ukraine), 100 Meter, im Halbfinale ausgeschieden / 4 × 100 m, Rang vier – Bei ihr ergab ein Dopingtest vom 15. Juni 2016 eine deutlich zu hohe Testosteron-Konzentration. Sie erhielt eine vierjährige Sperre vom 15. Juni 2016 bis 14. Juni 2020, alle ihre seit der positiven Dopingprobe erzielten Resultate wurden annulliert.[18][19]
- Olha Semljak (Ukraine), 400 Meter, im Halbfinale ausgeschieden / 4 × 400 m, Rang sechs – Bei einem Dopingtest vom 5. Juli 2016 wurde eine deutlich zu hohe Testosteron-Konzentration festgestellt. Da ihr bereits vorher einmal ein Dopingbetrug nachgewiesen worden war, erhielt sie eine Sperre von nicht vier, sondern acht Jahren vom 5. Juli 2016 bis 4. Juli 2024, alle ihre seit der positiven Dopingprobe erzielten Resultate wurden annulliert.[19][20]

## Sportliche Leistungen
Das Leistungsniveau bei diesen Europameisterschaften muss vor allem auch angesichts der nur in wenigen Wochen folgenden Olympischen Spielen hoch eingeschätzt werden. Der Jahreshöhepunkt, auf den die Athleten hinarbeiten, liegt natürlich vielmehr bei diesen Spielen als bei den kontinentalen Meisterschaften, die als eine allerdings wichtige Zwischenstation zu werten sind.
Folgende Rekorde wurden neu aufgestellt:
- drei Meisterschaftsrekorde in drei Disziplinen:
  - 1:02:03 h – Tadesse Abraham (Schweiz), Halbmarathon
  - 1:10:19 h – Sara Moreira (Portugal), Halbmarathon
  - 4,81 m – Ekaterini Stefanidi (Griechenland), Stabhochsprung
- eine Weltjahresbestleistung:
  - 3:25,05 min – Großbritannien (Emily Diamond, Anyika Onuora, Eilidh Doyle, Seren Bundy-Davies), 4 × 400 Meter, Finale
- sieben Europajahresbestleistungen in sieben Disziplinen:
  - 3:01,10 min – Belgien (Julien Watrin, Jonathan Borlée, Dylan Borlée, Kevin Borlée), 4 × 400 Meter, Finale
  - 17,20 m – Max Heß (Deutschland), Dreisprung, Finale
  - 21,31 m – David Storl (Deutschland), Kugelstoßen, Finale
  - 31:12,86 min – Yasemin Can (Türkei), 10.000 Meter
  - 12,62 s – Cindy Roleder (Deutschland), 100 Meter Hürden, Finale
  - 9:18,85 min – Gesa Felicitas Krause (Deutschland), 3000 Meter Hindernis, Finale
  - 20,17 m – Christina Schwanitz (Deutschland), Kugelstoßen, Finale
- ein egalisierter Landesrekord sowie zwanzig verbesserte Landesrekorde in insgesamt elf Disziplinen

In der Medaillenwertung lag Polen mit sechs EM-Titeln sowie sechs weiteren Medaillen vorn. Deutschland und Großbritannien folgten mit je fünf Titeln, Deutschland hatte außerdem vier Silber- und sieben Bronzemedaillen auf dem Konto, die Briten kamen auf drei Silber- und acht Bronzemedaillen. Dahinter lagen die Türkei und die Niederlande mit je vier Europameistern. Spanien und Portugal hatten am Ende jeweils drei Europameister in ihren Reihen. Frankreich, Italien und Belgien kamen auf jeweils zwei Goldmedaillen. Das bei früheren Europameisterschaften erfolgsgewohnte Russland tauchte wegen seines Ausschlusses wie oben bereits beschrieben in dieser Wertung nicht auf.
Bei den einzelnen Sportlern sind besonders folgende Leistungen zu nennen.
- Zwei Athletinnen errangen je zwei Goldmedaillen bei diesen Meisterschaften:
  - Yasemin Can (Türkei) – 5000 Meter, 10.000 Meter
  - Dafne Schippers (Niederlande) – 100 Meter und 4 × 100 m
- Folgende Europameister von 2016 hatten bereits vorher EM-Titel gewonnen:
  - Sandra Perković (Kroatien) – Diskuswurf, vierter Titel in Folge
  - David Storl (Deutschland) – Kugelstoßen, dritter Titel in Folge
  - Ruth Beitia (Spanien) – Hochsprung, dritter Titel in Folge
  - Anita Włodarczyk (Polen) – Hammerwurf, dritter Titel in Folge
  - Adam Kszczot (Polen) – 800 Meter, zweiter Titel in Folge
  - Martyn Rooney (Großbritannien) – 400 Meter, Wiederholung seines Erfolgs von 2014
  - Mahiedine Mekhissi-Benabbad (Frankreich) – 3000 Meter Hindernis, 2014 Sieger über 1500 Meter
  - Greg Rutherford (Großbritannien) – Weitsprung, Wiederholung seines Erfolgs von 2014
  - Dafne Schippers (Niederlande) – 100 Meter, Wiederholung ihres Erfolgs von 2014
  - Libania Grenot (Italien) – 400 Meter, Wiederholung ihres Erfolgs von 2014
  - Christina Schwanitz (Deutschland) – Kugelstoßen, Wiederholung ihres Erfolgs von 2014

## Legende
Kurze Übersicht zur Bedeutung der Symbolik – so üblicherweise auch in sonstigen Veröffentlichungen verwendet:
| NR    | Nationaler Rekord                                      |
| WL    | Weltjahresbestleistung (World Lead)                    |
| EL    | Europajahresbestleistung (European Lead)               |
| NU23R | Nationaler U23-Rekord                                  |
| EU23R | Europäischer U23-Rekord                                |
| e     | egalisiert                                             |
| DNF   | Wettkampf nicht beendet (did not finish)               |
| DSQ   | disqualifiziert                                        |
| DNS   | nicht am Start (did not start)                         |
| DOP   | wegen Dopingvergehens disqualifiziert                  |
| IWR   | Internationale Wettkampfregeln                         |
| TR    | Technische Regeln                                      |
| w     | Windunterstützung über dem zulässigen Wert von 2,0 m/s |

## Resultate Männer

### 100 m
| Platz | Athlet           | Land | Zeit (s)                    |
| ----- | ---------------- | ---- | --------------------------- |
| 1     | Churandy Martina | NED  | 0010,07                     |
| 2     | Jak Ali Harvey   | TUR  | 0010,07                     |
| 3     | Jimmy Vicaut     | FRA  | 0010,08                     |
| 4     | Bruno Hortelano  | ESP  | 0010,12                     |
| 5     | James Ellington  | GBR  | 0010,19                     |
| 6     | Ramil Guliyev    | TUR  | 0010,23                     |
| 7     | Solomon Bockarie | NED  | 0010,25                     |
| DSQ   | Richard Kilty    | GBR  | IWR 162, TR16.7 – Fehlstart |

Finale: 7. Juli, 19:50 Uhr
Wind: ±0,0 m/s

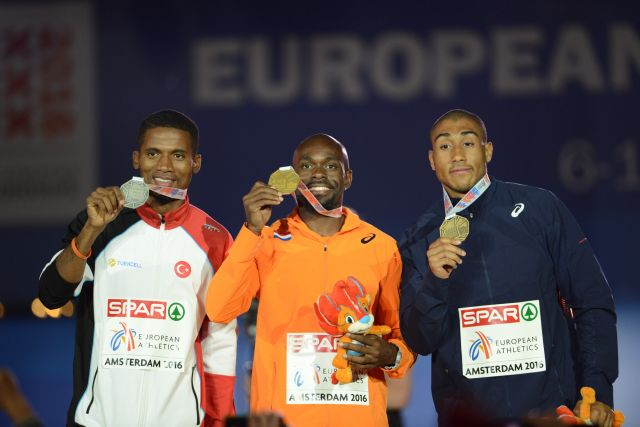
Die Medaillengewinner (v. l. n. r.): Jak Ali Harvey, Churandy Martina, Jimmy Vicaut

In dieser Disziplin gab es einen Dopingfall:

Der für Malta startende Kevin Moore, der im Vorlauf disqualifiziert wurde und damit ausschied, wurde positiv auf unerlaubte Substanzen getestet. Der Test erfolgte mittels einer am 11. Juni 2016 entnommenen Probe. Der Sprinter erhielt eine vierjährige Sperre bis zum 24. September 2020. Seine Resultate, die er ab dem 11. Juni 2016 erzielt hatte, wurden annulliert.
Teilnehmer aus deutschsprachigen Ländern:
- In den Halbfinals (7. Juli) ausgeschieden:
Lucas Jakubczyk  GER – Lauf 1: Platz 5 in 10,16 s DSQ
Julian Reus  GER – Lauf 3: Platz 3 in 10,22 s
Alex Wilson  SUI – Lauf 3: Platz 3 in 10,34 s
- In den Vorläufen (6. Juli) ausgeschieden:
Markus Fuchs  AUT – Lauf 3: Platz 6 in 10,56 s

### 200 m
| Platz | Athlet                   | Land | Zeit (s)                           |
| ----- | ------------------------ | ---- | ---------------------------------- |
| 1     | Bruno Hortelano          | ESP  | 0020,45                            |
| 2     | Ramil Guliyev            | TUR  | 0020,51                            |
| 3     | Daniel Talbot            | GBR  | 0020,56                            |
| 4     | Solomon Bockarie         | NED  | 0020,56                            |
| 5     | Nethaneel Mitchell-Blake | GBR  | 0020,60                            |
| 6     | Davide Manenti           | ITA  | 0020,66                            |
| 7     | Alex Wilson              | SUI  | 0020,70                            |
| DSQ   | Churandy Martina         | NED  | IWR 163, TR17.3.1 – Bahnübertreten |

Finale: 8. Juli, 20:35 Uhr
Wind: −0,9 m/s

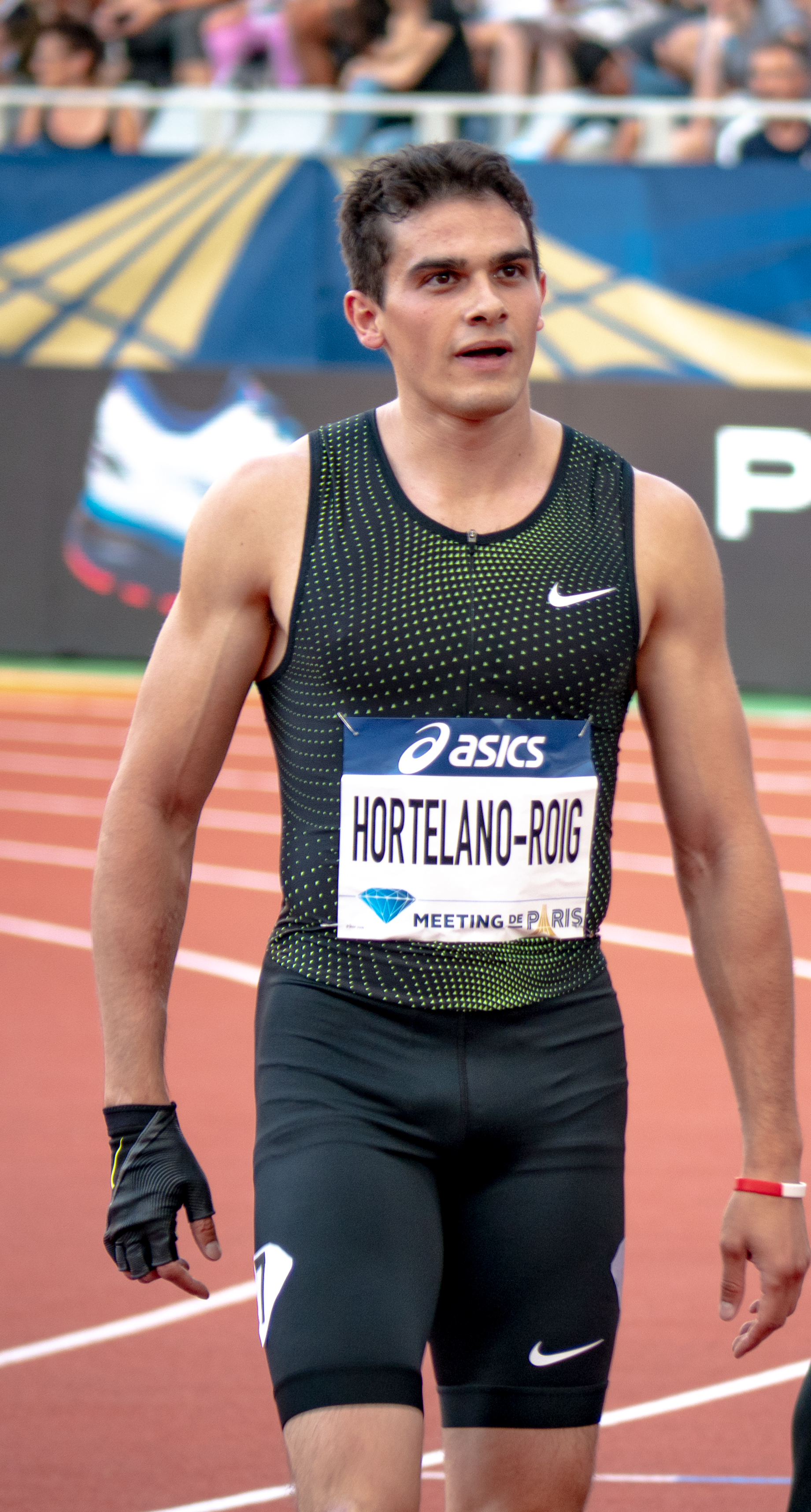
Bruno Hortelano

Der ursprünglich erstplatzierte Churandy Martina aus den Niederlanden wurde wegen Übertretens der Laufbahnbegrenzung disqualifiziert.
Dieser Wettkampf war von einem Dopingfall betroffen:

Der Ungar Gábor Pásztor, der im dritten Vorlauf ausschied, wurde nach seinem Rennen bei diesen Europameisterschaften am 7. Juli positiv auf unerlaubte Substanzen getestet. Er erhielt eine vierjährige Sperre bis zum 7. Juni 2020. Sein Resultat von diesen Europameisterschaften wurde annulliert.
Teilnehmer aus deutschsprachigen Ländern:
- In den Halbfinals (8. Juli) ausgeschieden:
Julian Reus  GER – Lauf 2: Platz 6 in 20,83 s
Robin Erewa  GER – Lauf 1: Platz 5 in 20,98 s
Aleixo Platini Menga  GER – Lauf 3: Platz 7 in 21,06 s
- In den Vorläufen (7. Juli) ausgeschieden:
Silvan Wicki  SUI – Lauf 3: Platz 7 in 21,41 s

### 400 m
| Platz | Athlet              | Land | Zeit (s) |
| ----- | ------------------- | ---- | -------- |
| 1     | Martyn Rooney       | GBR  | 45,29    |
| 2     | Pavel Maslák        | CZE  | 45,36    |
| 3     | Liemarvin Bonevacia | NED  | 45,41    |
| 4     | Kevin Borlée        | BEL  | 45,60    |
| 5     | Luka Janežič        | SLO  | 45,65    |
| 6     | Rafał Omelko        | POL  | 45,67    |
| 7     | Mame-Ibra Anne      | FRA  | 45,75    |
| 8     | Matteo Galvan       | ITA  | 45,80    |

Finale: 8. Juli, 19:50 Uhr

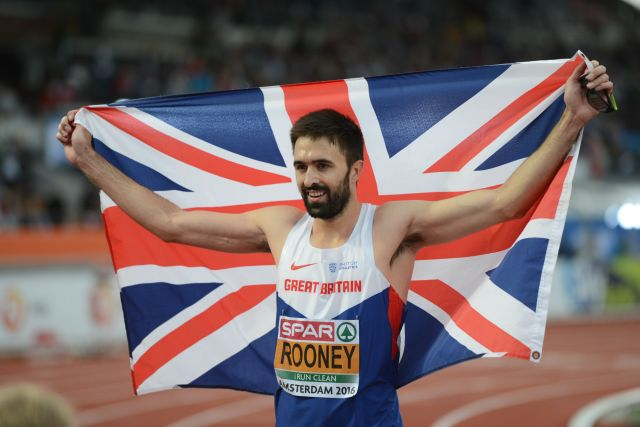
Europameister Martyn Rooney

Teilnehmer aus deutschsprachigen Ländern:
- In den Halbfinals (7. Juli) ausgeschieden:
Johannes Trefz  GER – Lauf 1: Platz 5 in 46,07 s
Alexander Gladitz  GER – Lauf 3: Platz 8 in 46,57 s
Joel Burgunder  SUI – Lauf 2: Platz 8 in 47,23 s

### 800 m
| Platz | Athlet                | Land | Zeit (min) |
| ----- | --------------------- | ---- | ---------- |
| 1     | Adam Kszczot          | POL  | 1:45,18    |
| 2     | Marcin Lewandowski    | POL  | 1:45,54    |
| 3     | Elliot Giles          | GBR  | 1:45,54    |
| 4     | Amel Tuka             | BIH  | 1:45,74    |
| 5     | Pierre-Ambroise Bosse | FRA  | 1:45,79    |
| 6     | Thijmen Kupers        | NED  | 1:46,67    |
| 7     | Álvaro de Arriba      | ESP  | 1:47,58    |
| 8     | Giordano Benedetti    | ITA  | 1:47,64    |

Finale: 10. Juli, 18:30 Uhr

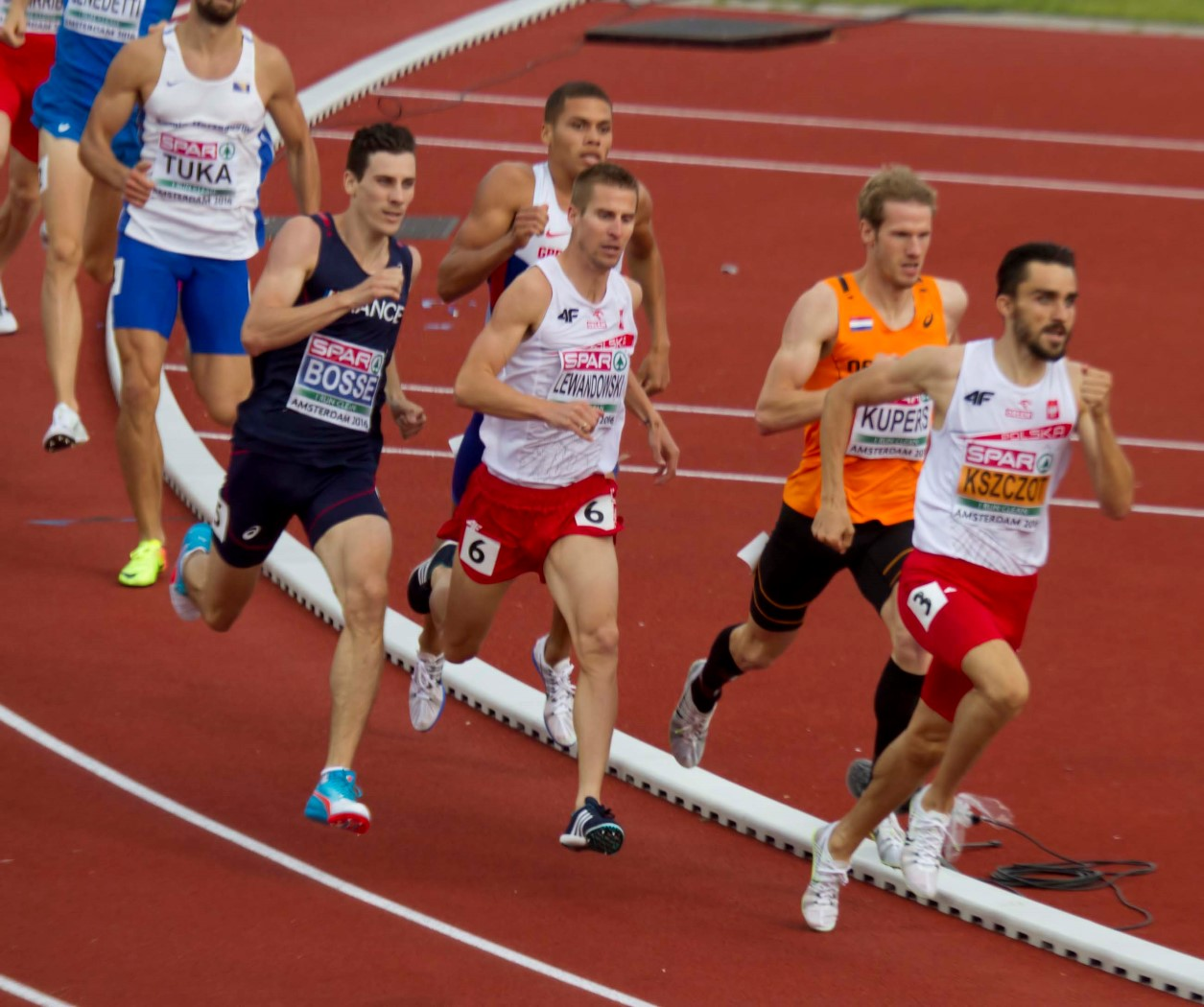
Die 800-Meter-Läufer eingangs der Zielkurve

Teilnehmer aus deutschsprachigen Ländern:
- In den Halbfinals (8. Juli) ausgeschieden:
Benedikt Huber  GER – Lauf 2: Platz 5 in 1:47,56 min
Charles Grethen  LUX – Lauf 2: Platz 8 in 1:49,40 min
Sören Ludolph  GER – Lauf 1: Platz 7 in 1:51,69 min

### 1500 m
| Platz | Athlet              | Land | Zeit (min) |
| ----- | ------------------- | ---- | ---------- |
| 1     | Filip Ingebrigtsen  | NOR  | 3:46,65    |
| 2     | David Bustos        | ESP  | 3:46,90    |
| 3     | Henrik Ingebrigtsen | NOR  | 3:47,18    |
| 4     | Richard Douma       | NED  | 3:47,32    |
| 5     | Florian Carvalho    | FRA  | 3:47,32    |
| 6     | Lee Emanuel         | GBR  | 3:47,57    |
| 7     | Jake Wightman       | GBR  | 3:47,68    |
| 8     | Filip Sasínek       | CZE  | 3:47,76    |

Finale: 9. Juli, 21:50 Uhr

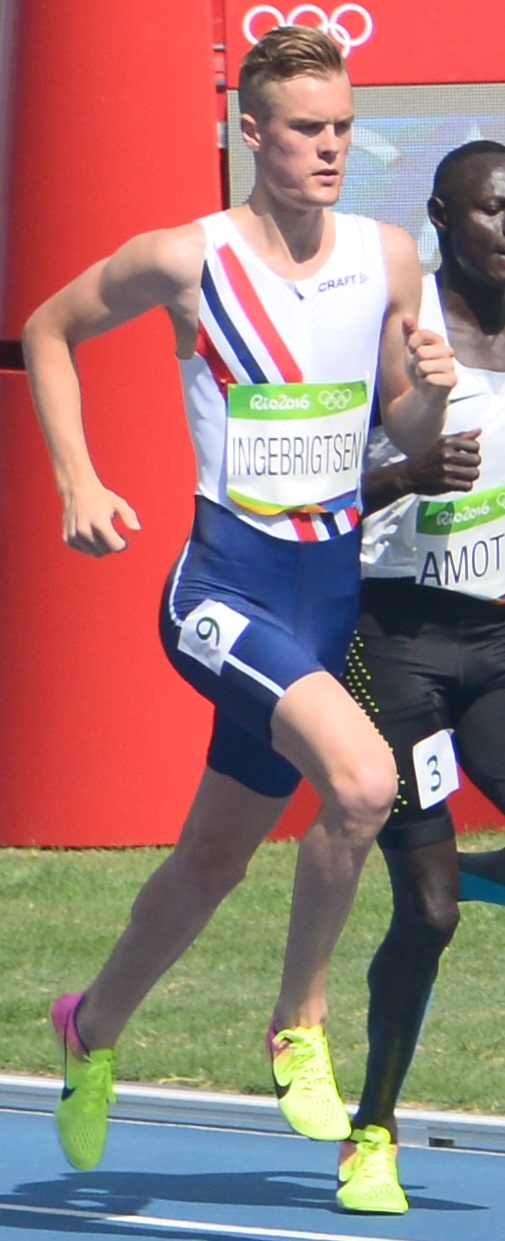
Filip Ingebrigtsen

Teilnehmer aus deutschsprachigen Ländern:
- Im Finale:
Homiyu Tesfaye  GER – Platz 10 in 3:47,93 min
- In den Vorläufen (7. Juli) ausgeschieden:
Timo Benitz  GER – Lauf 3: Platz 7 in 3:42,49 min
Andreas Vojta  AUT – Lauf 1: Platz 11 in 3:46,32 min

### 5000 m
| Platz | Athlet              | Land | Zeit (min) |
| ----- | ------------------- | ---- | ---------- |
| 1     | Ilias Fifa          | ESP  | 13:40,85   |
| 2     | Adel Mechaal        | ESP  | 13:40,85   |
| 3     | Richard Ringer      | GER  | 13:40,85   |
| 4     | Henrik Ingebrigtsen | NOR  | 13:40,86   |
| 5     | Morhad Amdouni      | FRA  | 13:40,94   |
| 6     | Hayle İbrahimov     | AZE  | 13:42,20   |
| 7     | Florian Orth        | GER  | 13:45,40   |
| 8     | Yemaneberhan Crippa | ITA  | 13:46,30   |

Darum: 10. Juli, 18:10 Uhr

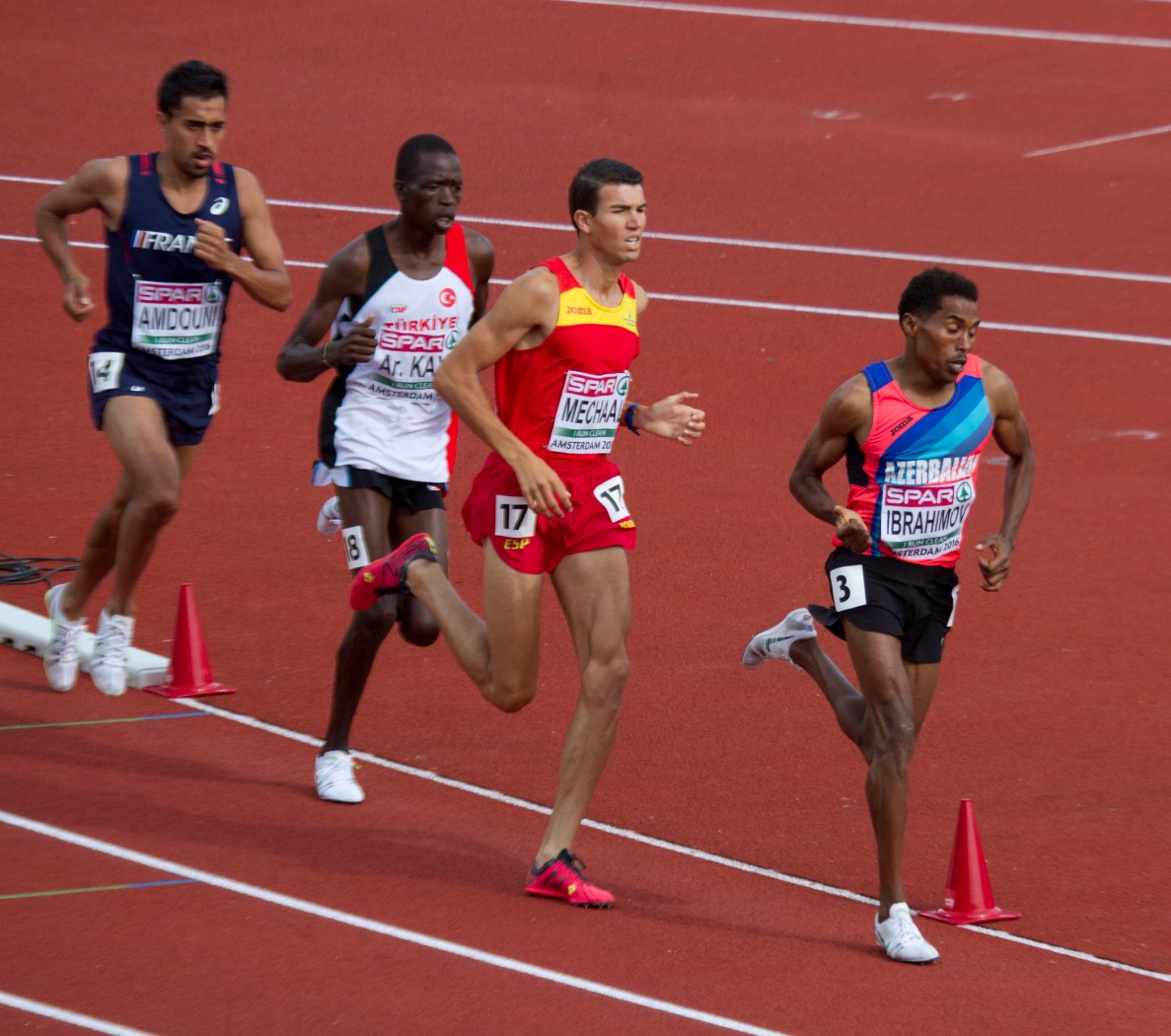
Szene aus dem 5000-Meter-Finale

In diesem Wettbewerb kam es zu einem Dopingfall.

Der Italiener Jamel Chatbi, zeitweise auch für Marokko startberechtigt, zunächst auf Rang elf, außerdem über 3000 Meter Hindernis zunächst Fünfter, wurde bei einer Trainingskontrolle während der Olympischen Spiele 2016 positiv auf das verbotene Mittel Clenbuterol getestet. Nach 2009 war es bereits Chatbis zweiter positiver Test. Der neuerliche Befund führte zunächst zu einer Sperre für zwei Jahre und acht Monate bis April 2019, die wegen des bereits zweiten Vergehens von der italienischen Antidopingagentur NADO italia bis August 2024 verlängert wurde.
Weiterer Teilnehmer aus einem deutschsprachigen Land:

Martin Sperlich  GER – Platz 10 in 13:48,81 min

### 10.000 m
| Platz | Athlet              | Land | Zeit (min) |
| ----- | ------------------- | ---- | ---------- |
| 1     | Polat Kemboi Arıkan | TUR  | 28:18,52   |
| 2     | Ali Kaya            | TUR  | 28:21,42   |
| 3     | Antonio Abadía      | ESP  | 28:26,07   |
| 4     | Dmytro Laschyn      | UKR  | 28:27,90   |
| 5     | Dewi Griffiths      | GBR  | 28:28,55   |
| 6     | Juan Antonio Pérez  | ESP  | 28:37,42   |
| 7     | Daniel Mateo        | ESP  | 28:43,03   |
| 8     | Soufiane Bouchikhi  | BEL  | 29:03,74   |

Datum: 8. Juli, 20:45 Uhr

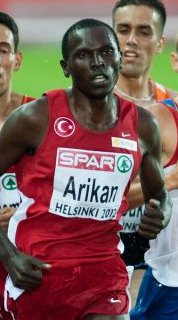
Der siegreiche Polat Kemboi Arikan

Keine Teilnehmer aus deutschsprachigen Ländern

### Halbmarathon
| Platz | Athlet             | Land | Zeit (h)   |
| ----- | ------------------ | ---- | ---------- |
| 1     | Tadesse Abraham    | SUI  | 1:02:03 CR |
| 2     | Kaan Kigen Özbilen | TUR  | 1:02:27000 |
| 3     | Daniele Meucci     | ITA  | 1:02:38000 |
| 4     | Marcin Chabowski   | POL  | 1:02:54000 |
| 5     | Abdi Hakin Ulad    | DEN  | 1:03:22000 |
| 6     | Abdi Nageeye       | NED  | 1:03:43000 |
| 7     | Hassan Chahdi      | FRA  | 1:03:43000 |
| 8     | Carles Castillejo  | ESP  | 1:03:52000 |

Datum: 10. Juli, 9:50 Uhr

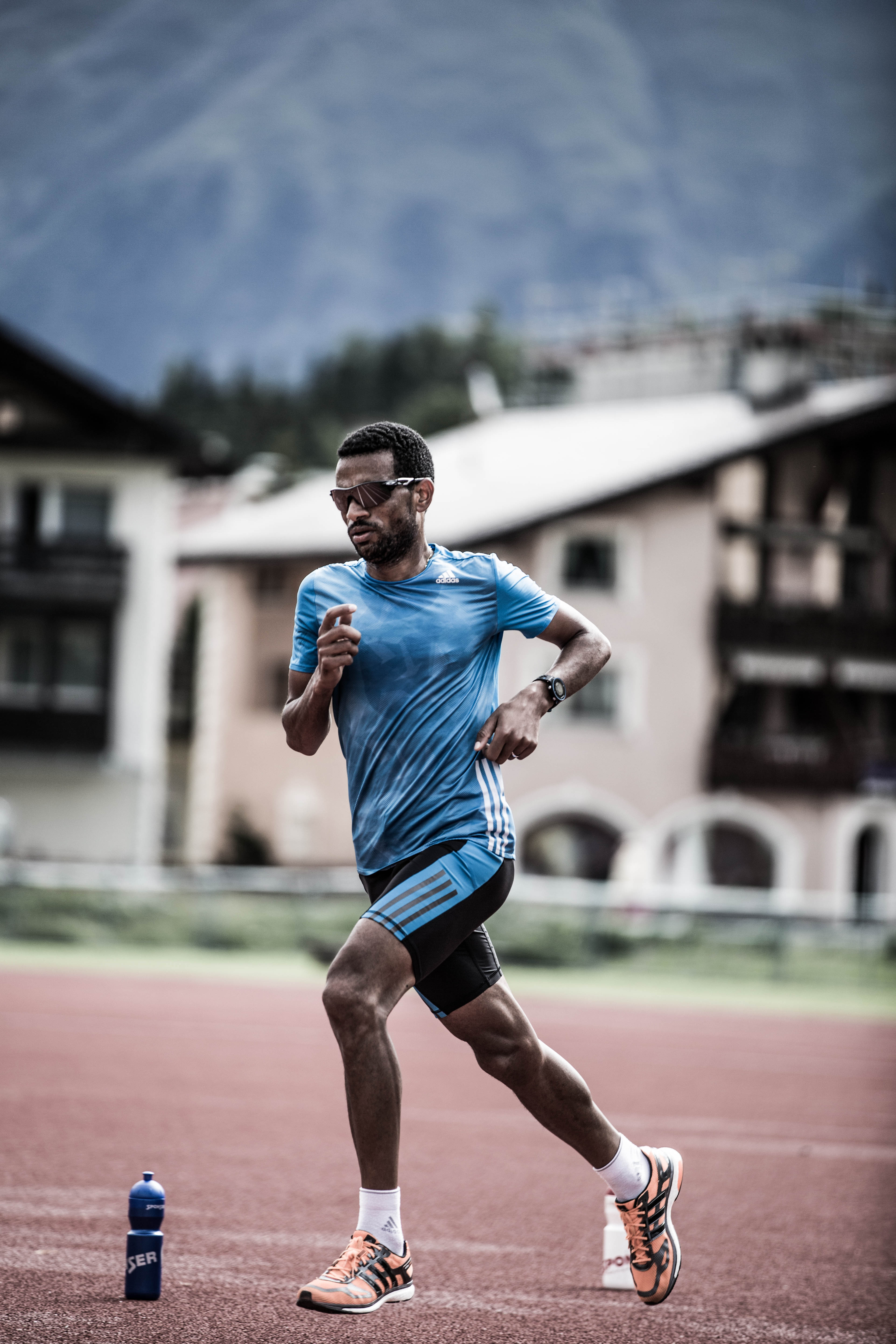
Tadesse Abraham – Gewinner des erstmals ausgetragenen Halbmarathons

Teilnehmer aus deutschsprachigen Ländern:
Julien Lyon  SUI – Pl. 15 in 1:04:40 h / Lemawork Ketema  AUT – Pl. 20 in 1:05:10 h
Julian Flügel  GER – Pl. 24 in 1:05:18 h / Adrian Lehmann  SUI – Pl. 26 in 1:05:21 h
Philipp Pflieger  GER – Pl. 33 in 1:06:01 h / Christian Kreienbühl  SUI – Pl. 47 in 1:07:09 h
Jens Nerkamp  GER – Pl. 51 in 1:07:22 h / Edwin Kemboi  AUT – Pl. 58 in 1:07:51 h
Marcel Berni  SUI – Pl. 67 in 1:08:47 h / Valentin Pfeil  AUT – Pl. 71 in 1:09:34 h
Andreas Kempf  SUI – Pl. 80 in 1:11:10 h / Marcel Tschopp  LIE – Pl. 83 in 1:15:36 h
Hendrik Pfeiffer  GER – DNF / Arne Gabius  GER – DNF

### Halbmarathon, Teamwertung
| Platz | Land        | Athleten | Zeit (s) |
| ----- | ----------- | --- | -------- |
| 1     | Schweiz     | Tadesse Abraham Julien Lyon Adrian Lehmann ohne Wertung für das Team: Christian Kreienbühl Marcel Berni Andreas Kempf   | 3:12:04  |
| 2     | Spanien     | Carles Castillejo Jesús España Ayad Lamdassem ohne Wertung für das Team: Iván Fernández                                 | 3:12:06  |
| 3     | Italien     | Daniele Meucci Stefano la Rosa Ruggero Pertile ohne Wertung für das Team: Xavier Chevrier Daniele d’Onofrio             | 3:12:41  |
| 4     | Türkei      | Kaan Kigen Özbilen Ercan Muslu Mert Girmalagese ohne Wertung für das Team: Serkan Kaya Yavuz Ağralı Kemboi Polat Arıkan | 3:14:34  |
| 5     | Schweden    | Mikael Ekvall Mustafa Mohamed David Nilsson ohne Wertung für das Team: Fredrik Uhrbom                                   | 3:14:55  |
| 6     | Niederlande | Abdi Nageeye Michel Butter Tom Wiggers ohne Wertung für das Team: Bart van Nunen Khalid Choukoud                        | 3:15:36  |
| 7     | Irland      | Paul Pollock Mick Clohsey Kevin Seaward ohne Wertung für das Team: Sergiu Ciobanu Mark Hanrahan Gary Murray             | 3:17:18  |
| 8     | Ukraine     | Dmytro Laschyn Ihor Russ Oleksandr Matwijtschuk ohne Wertung für das Team: Jurij Russjuk Roman Romanenko Taras Salo     | 3:17:49  |

Datum: 10. Juli, 9:50 Uhr
Anmerkungen:
- Diese Teamwertung wurde für den Medaillenspiegel der Europameisterschaften nicht mitgezählt.
- Die Reihenfolge der einzelnen Mannschaften ergab sich aus die Addition der Zeiten für die jeweils besten drei Einzelläufer eines Teams.

Weiteres Team aus einem deutschsprachigen Land:
 Deutschland (Julian Flügel, Philipp Pflieger, Jens Nerkamp) – Platz 10 in 3:18:41 h

### 110 m Hürden
| Platz | Athlet           | Land | Zeit (s) |
| ----- | ---------------- | ---- | -------- |
| 1     | Dimitri Bascou   | FRA  | 13,25000 |
| 2     | Balázs Baji      | HUN  | 13,28 NR |
| 3     | Wilhem Belocian  | FRA  | 13,33000 |
| 4     | Damian Czykier   | POL  | 13,40000 |
| 5     | Milan Traikovits | CYP  | 13,44000 |
| 6     | Aurel Manga      | FRA  | 13,47000 |
| 7     | Yidiel Contreras | ESP  | 13,54000 |
| DNS   | Andrew Pozzi     | GBR  |          |

Finale: 9. Juli, 21:30 Uhr
Wind: ±0,0 m/s

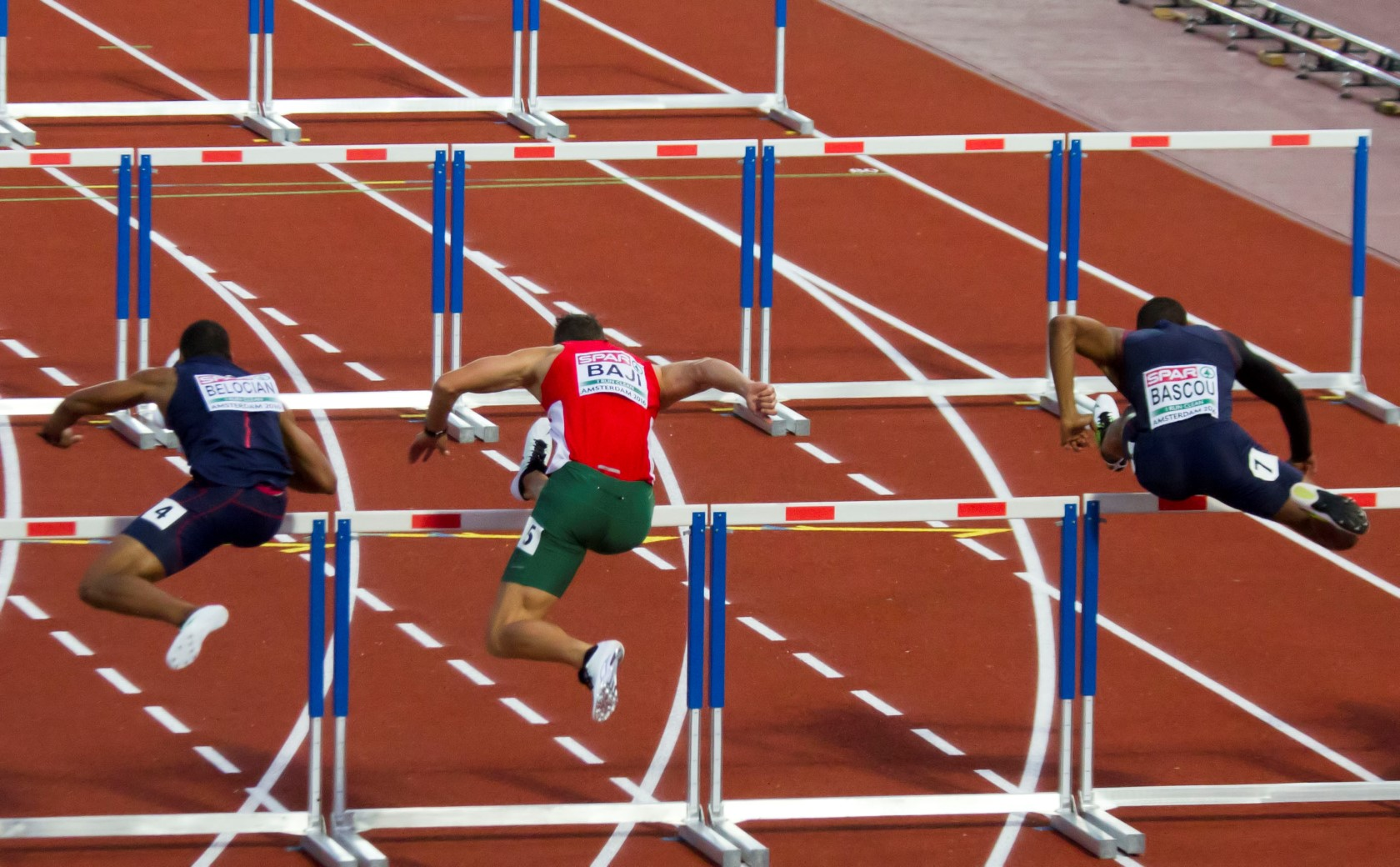
Rückwärtige Ansicht der Medaillengewinner (v. l. n. r.): Wilhem Belocian, Balázs Baji, Dimitri Bascou

Teilnehmer aus deutschsprachigen Ländern:
- In den Halbfinals (8. Juli) ausgeschieden:
Alexander John  GER – Lauf 2, Platz 7 in 13,60 s
Matthias Bühler  GER – Lauf 1, Platz 5 in 13,65 s
Gregor Traber  GER – Lauf 3, Platz 6 in 13,66 s
- In den Vorläufen (9. Juli) ausgeschieden:
Brahian Peña  SUI – Lauf 3, Platz 5 in 13,98 s
Tobias Furer  SUI – Lauf 2, Platz 6 in 14,08 s

### 400 m Hürden
| Platz | Athlet           | Land | Zeit (s) |
| ----- | ---------------- | ---- | -------- |
| 1     | Yasmani Copello  | TUR  | 48,98    |
| 2     | Sergio Fernández | ESP  | 49,06    |
| 3     | Kariem Hussein   | SUI  | 49,10    |
| 4     | Oskari Mörö      | FIN  | 49,24    |
| 5     | Rhys Williams    | GBR  | 49,63    |
| 6     | Karsten Warholm  | NOR  | 49,82    |
| 7     | Martin Kučera    | SVK  | 49,82    |
| DNF   | Jack Green       | GBR  |          |

Finale: 8. Juli, 19:40 Uhr

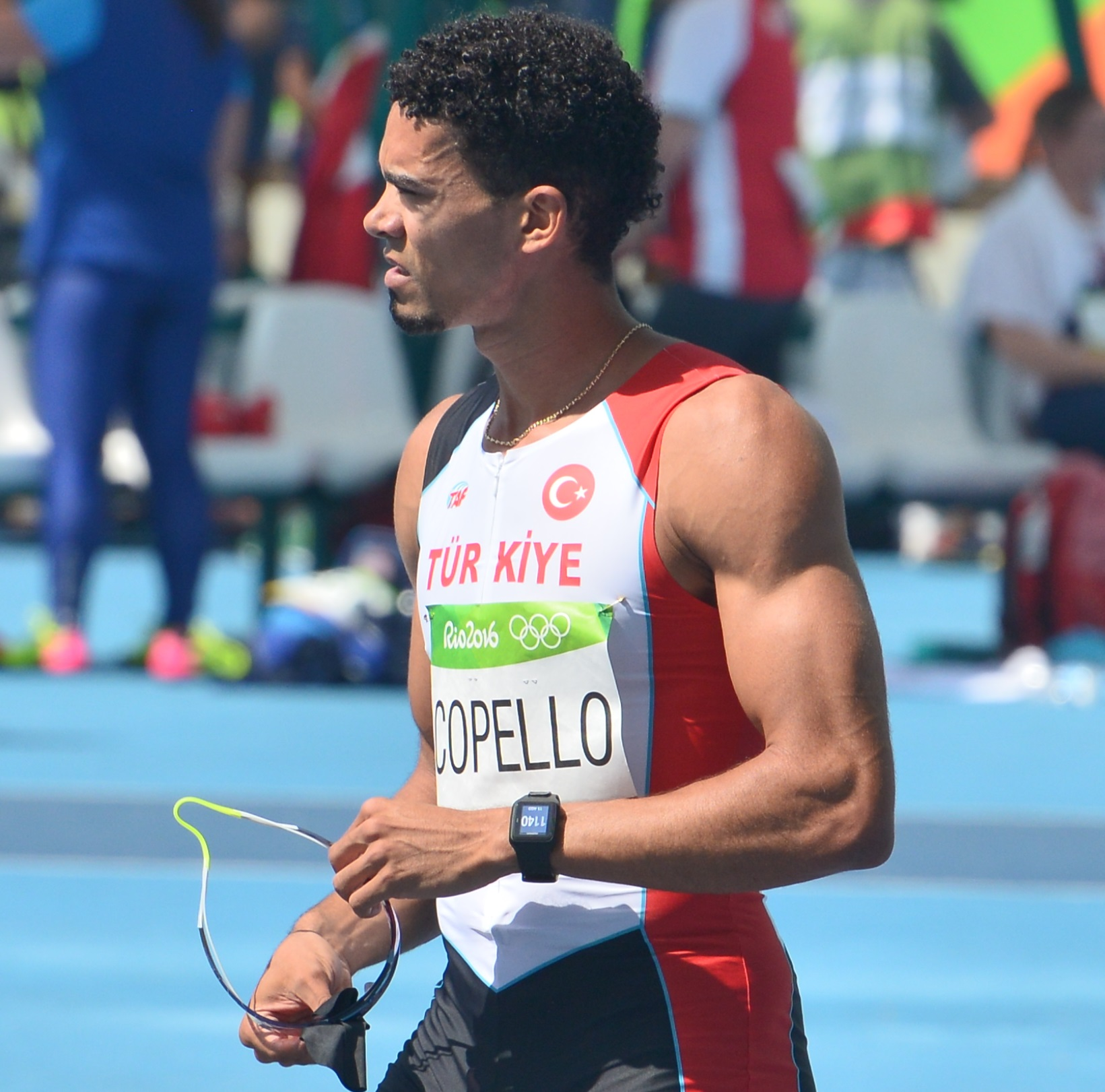
Europameister Yasmani Copello

Weitere Teilnehmer aus deutschsprachigen Ländern:
- In den Halbfinals (7. Juli) ausgeschieden:
Tobias Giehl  GER – Lauf 1, Platz 5 in 49,50 s
- In den Vorläufen (6. Juli) ausgeschieden:
Felix Franz  GER – Lauf 3, Platz 3 in 51,21 s
Dominik Hufnagl  AUT – Lauf 3, Platz 5 in 51,88 s

### 3000 m Hindernis
| Platz | Athlet                      | Land | Zeit (min) |
| ----- | --------------------------- | ---- | ---------- |
| 1     | Mahiedine Mekhissi-Benabbad | FRA  | 8:25,63    |
| 2     | Aras Kaya                   | TUR  | 8:29,91    |
| 3     | Yoann Kowal                 | FRA  | 8:30,79    |
| 4     | Sebastián Martos            | ESP  | 8:31,93    |
| 5     | Rob Mullett                 | GBR  | 8:33,29    |
| 6     | Kaur Kivistik               | EST  | 8:33,75    |
| 7     | Abdoullah Bamoussa          | ITA  | 8:35,35    |
| 8     | Yuri Floriani               | ITA  | 8:35,94    |

Finale: 8. Juli, 21:25 Uhr

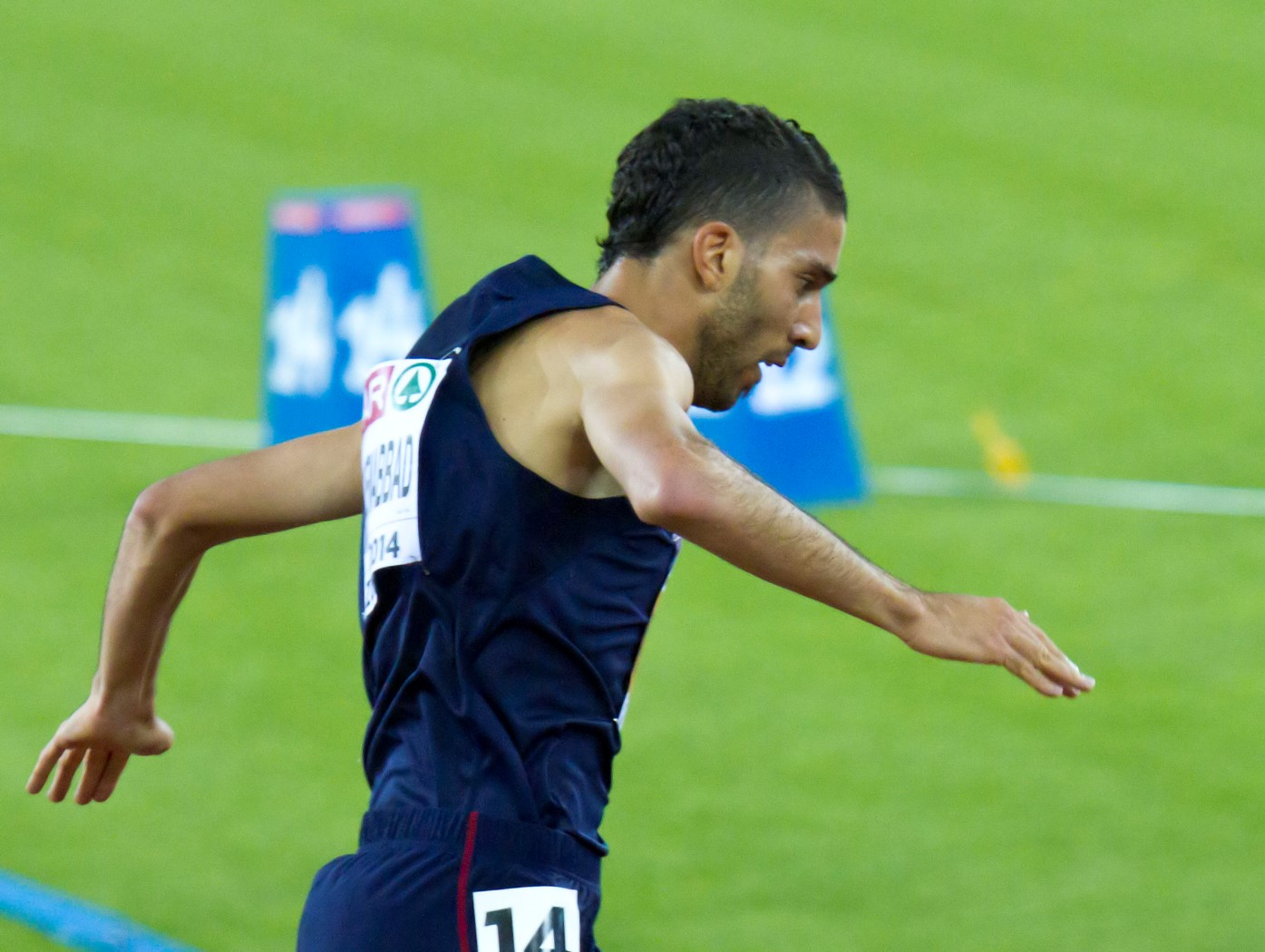
Mahiedine Mekhissi-Benabbad, Sieger des Hindernislaufs

In diesem Wettbewerb kam es zu zwei dopingbedingten nachträglichen Disqualifikationen.
- Der Italiener Jamel Chatbi, zeitweise auch für Marokko startberechtigt, zunächst auf Rang fünf, außerdem über 5000 Meter zunächst Elfter, wurde bei einer Trainingskontrolle während der Olympischen Spiele 2016 positiv auf das verbotene Mittel Clenbuterol getestet. Nach 2009 war es bereits Chatbis zweiter positiver Test.[13] Der neuerliche Befund führte zunächst zu einer Sperre für zwei Jahre und acht Monate bis April 2019, die wegen des bereits zweiten Vergehens von der italienischen Antidopingagentur NADO italia bis August 2024 verlängert wurde.[14]
- Dem Türken Hakan Duvar, ursprünglich Zwölfter, wurden Abweichungen in seinem Biologischen Pass nachgewiesen, die zu einer vierjährigen Sperre und unter anderem der Streichung des Resultats bei diesen Europameisterschaften führten. Die Sperre begann am 26. Dezember 2016 und endet am 25. Dezember 2020.[15]

Keine Teilnehmer aus deutschsprachigen Ländern

### 4 × 100 m Staffel
| Platz | Land           | Athleten | Zeit (s) |
| ----- | -------------- | --- | -------- |
| 1     | Großbritannien | James Dasaolu Adam Gemili James Ellington Chijindu Ujah                                                              | 38,17    |
| 2     | Frankreich     | Marvin René Stuart Dutamby Méba-Mickaël Zézé Jimmy Vicaut                                                            | 38,38    |
| 3     | Deutschland    | Julian Reus Sven Knipphals Roy Schmidt (Finale) Lucas Jakubczyk im Vorlauf außerdem: Robert Hering                   | 38,47    |
| 4     | Niederlande    | Solomon Bockarie (Finale) Churandy Martina Patrick van Luijk Giovanni Codrington im Vorlauf außerdem: Dimitri Juliet | 38,57    |
| 5     | Italien        | Massimiliano Ferraro Federico Cattaneo Davide Manenti Filippo Tortu                                                  | 38,69    |
| 6     | Polen          | Grzegorz Zimniewicz Przemysław Słowikowski Adam Pawłowski Karol Zalewski                                             | 38,69    |
| 7     | Schweiz        | Pascal Mancini Amaru Reto Schenkel Suganthan Somasunduram Alex Wilson                                                | 39,11    |
| 8     | Ukraine        | Roman Krawzow Wolodymyr Suprun Ihor Bodrow Witalij Korsch                                                            | 39,46    |

Finale: 10. Juli, 17:55 Uhr
Keine weiteren Staffeln aus deutschsprachigen Ländern

### 4 × 400 m Staffel
| Platz | Land           | Athleten | Zeit (min) |
| ----- | -------------- | --- | ---------- |
| 1     | Belgien        | Julien Watrin Jonathan Borlée Dylan Borlée Kevin Borlée (Finale) im Vorlauf außerdem: Robin Vanderbemden                     | 3:01,10 EL |
| 2     | Polen          | Łukasz Krawczuk Kacper Kozłowski Jakub Krzewina Rafał Omelko (Finale) im Vorlauf außerdem: Michał Pietrzak                   | 3:01,18000 |
| 3     | Großbritannien | Rabah Yousif Delano Williams Jack Green (Finale) Matthew Hudson-Smith (Finale) im Vorlauf außerdem: Nigel Levine Jarryd Dunn | 3:01,44000 |
| 4     | Tschechien     | Jan Tesař Pavel Maslák Michal Desenský Patrik Šorm                                                                           | 3:03,86000 |
| 5     | Irland         | Brian Gregan Craig Lynch David Gillick Thomas Barr                                                                           | 3:04,32000 |
| 6     | Ukraine        | Danylo Danylenko Jewhen Huzol Wolodymyr Burakow Witalij Butrym                                                               | 3:03,86000 |
| 7     | Niederlande    | Liemarvin Bonevacia Terrence Agard Bforn Blauwhof Maarten Stuivenberg                                                        | 3:04,52000 |
| 8     | Deutschland    | Johannes Trefz Patrick Schneider Kamghe Gaba Constantin Schmidt                                                              | 3:05,67000 |

Finale: 10. Juli, 18:50 Uhr

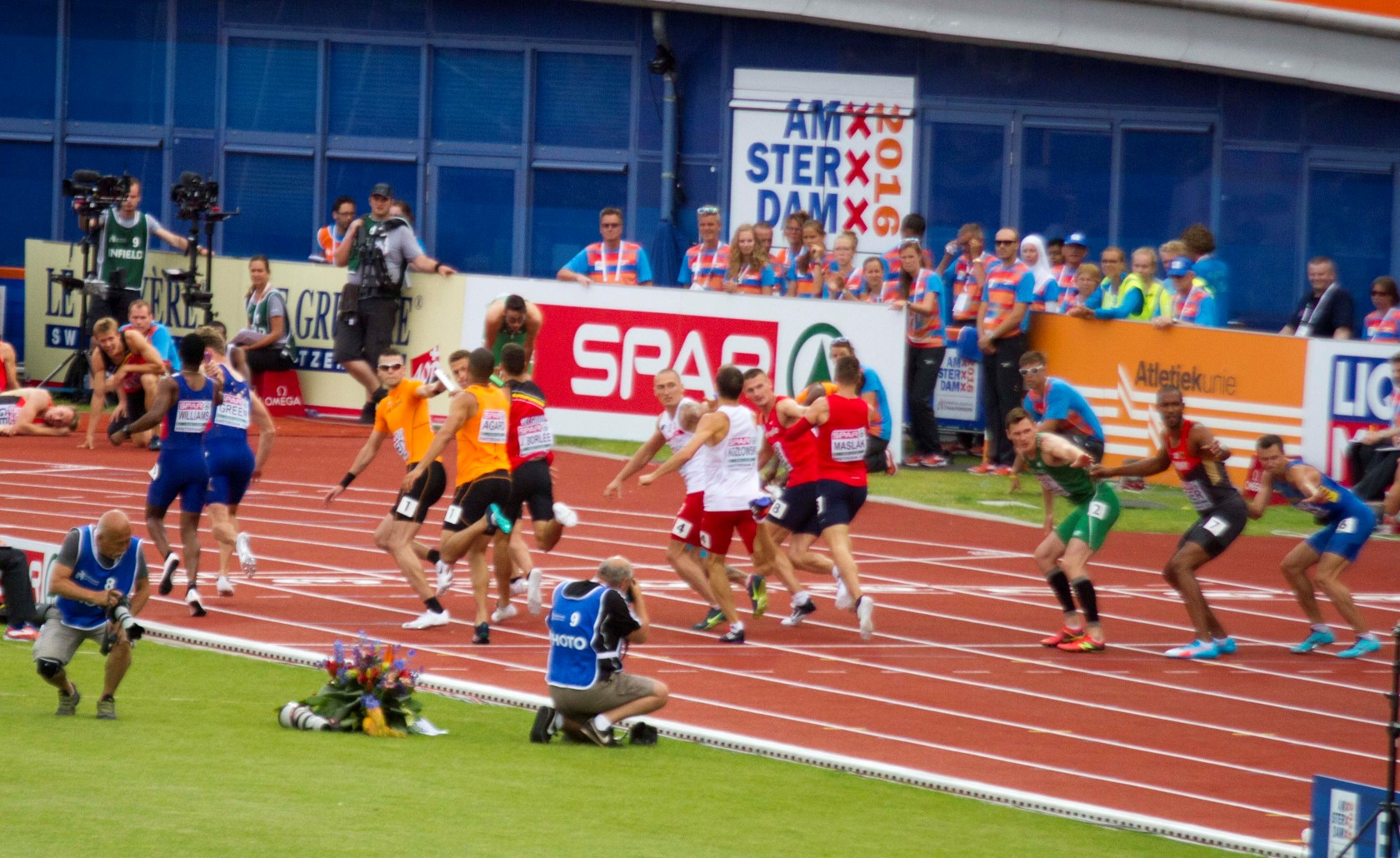
Zweiter Wechsel in der 4 × 400-m-Staffel

Weitere Staffel aus einem deutschsprachigen Land:
In den Vorläufen (9. Juli) ausgeschieden:
 Schweiz
(Luca Flück, Joel Burgunder, Daniele Angelella, Silvan Lutz)
Lauf 1, Platz 7 in 3:06,52 min

### Hochsprung
| Platz | Athlet                  | Land | Höhe (m) |
| ----- | ----------------------- | ---- | -------- |
| 1     | Gianmarco Tamberi       | ITA  | 2,32     |
| 2     | Robert Grabarz          | GBR  | 2,29     |
| 3     | Chris Baker             | GBR  | 2,29     |
| 3     | Eike Onnen              | GER  | 2,29     |
| 5     | Tichomir Iwanow         | BUL  | 2,24     |
| 6     | Konstadínos Baniótis    | GRE  | 2,24     |
| 7     | Jaroslav Bába           | CZE  | 2,24     |
| 7     | Dimítrios Chondrokoúkis | CYP  | 2,24     |

Finale: 10. Juli, 17:00 Uhr

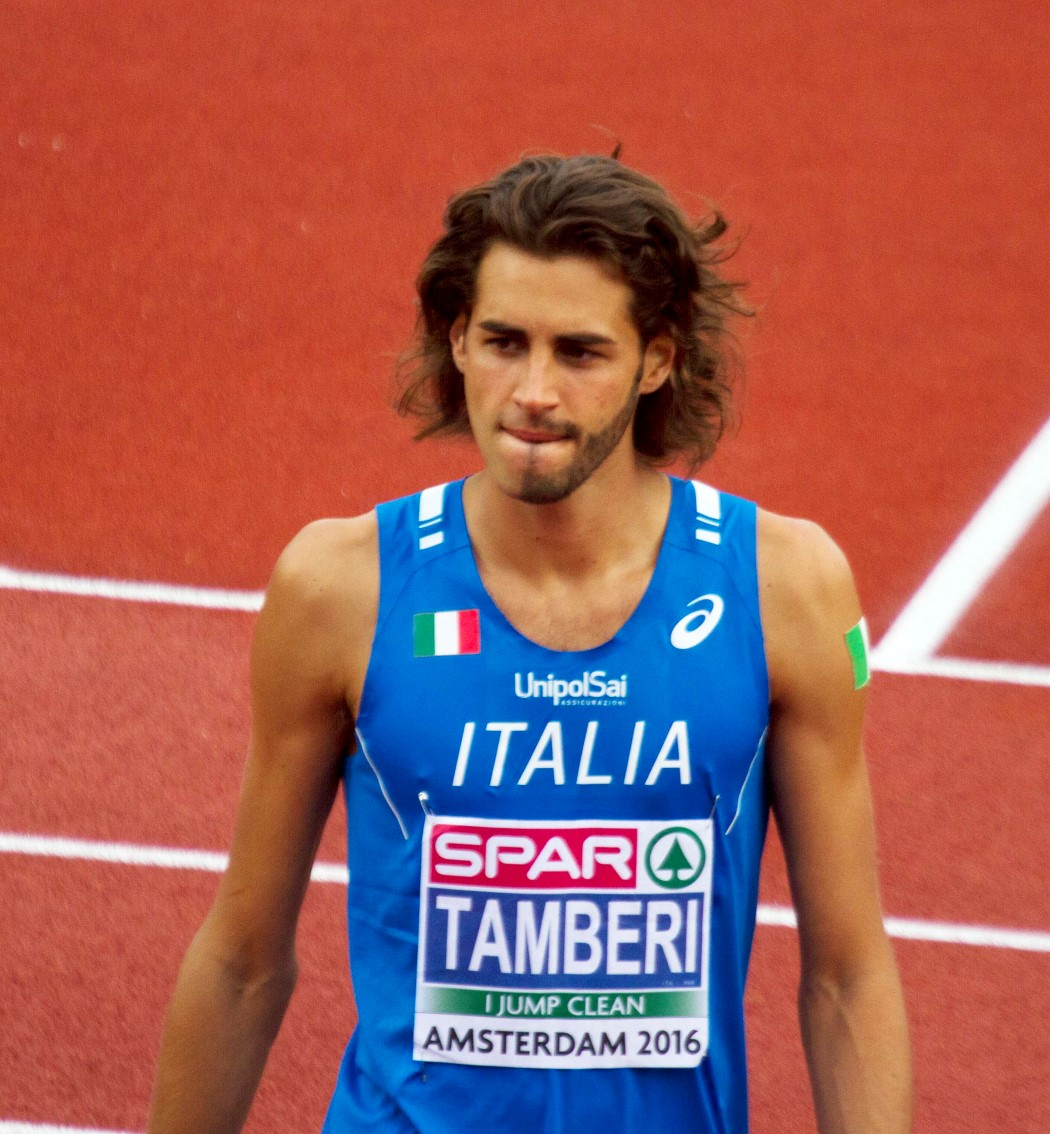
Europameister Gianmarco Tamberi während einer Pause zwischen den Sprüngen

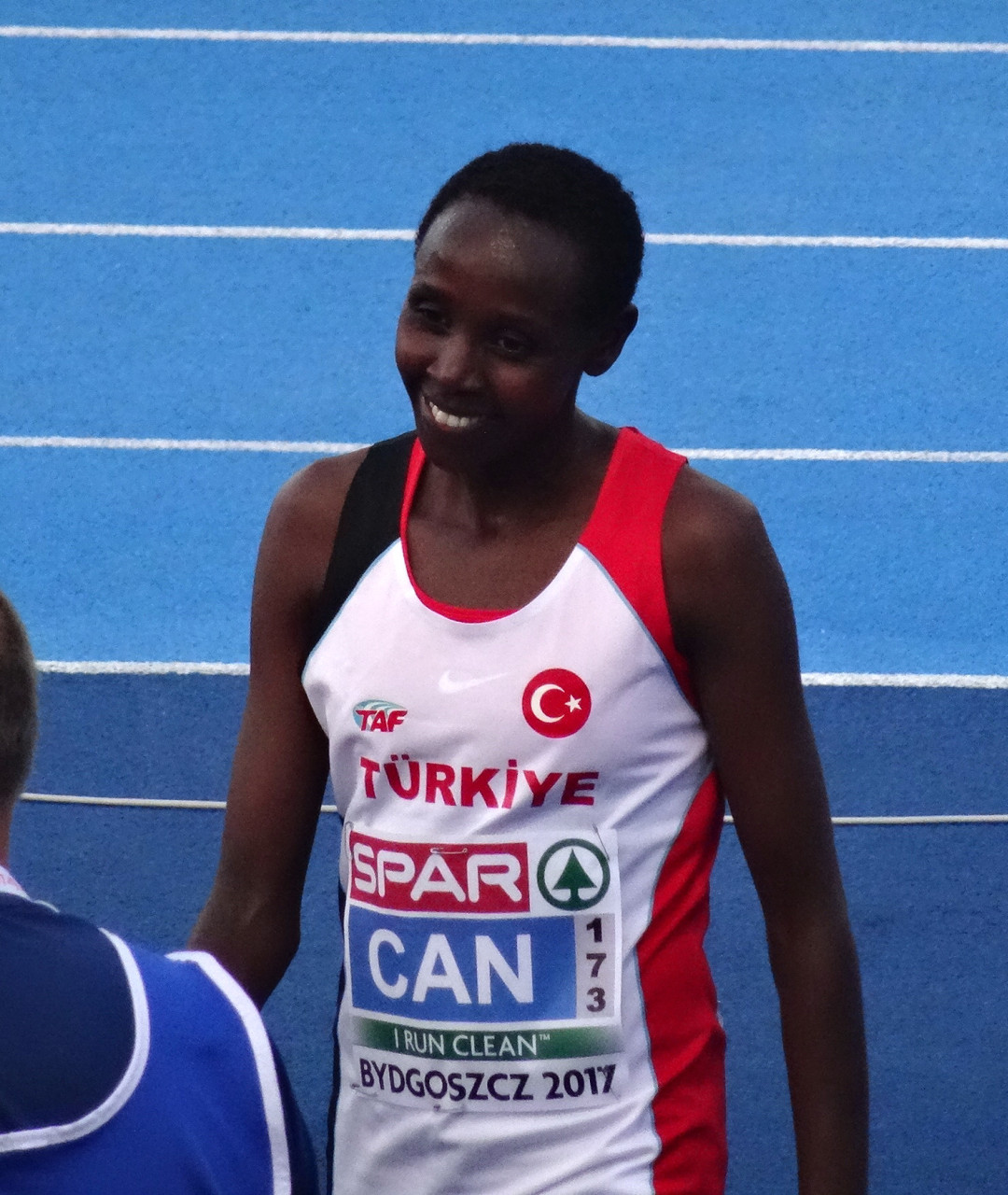
Yasemin Can – Siegerin beider Bahnlangstrecken von Amsterdam

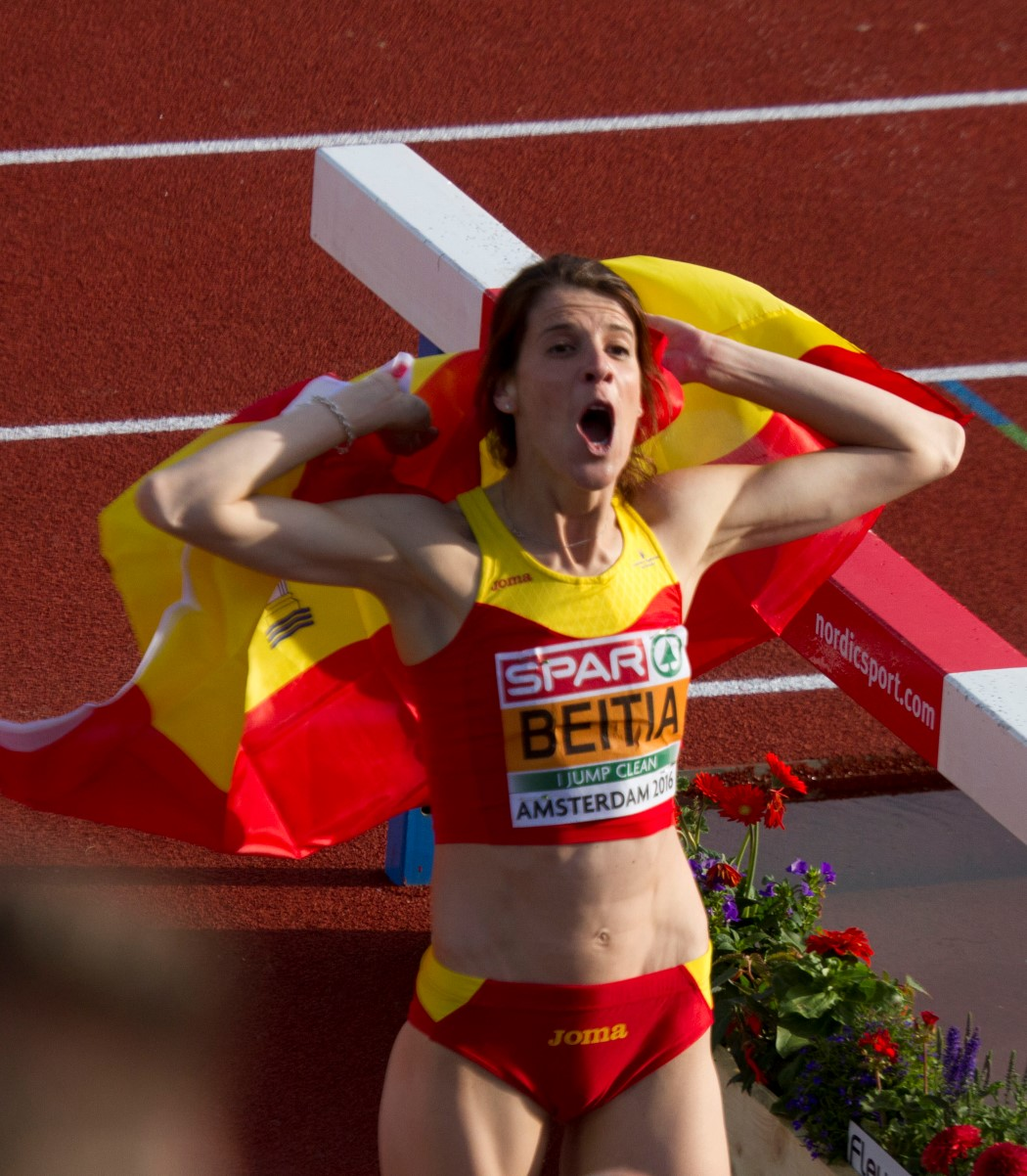
Ruth Beitia – zum dritten Mal Europameisterin, hier mit 37 Jahren

Keine weiteren Teilnehmer aus deutschsprachigen Ländern

### Stabhochsprung
| Platz | Athlet                 | Land | Höhe (m) |
| ----- | ---------------------- | ---- | -------- |
| 1     | Robert Sobera          | POL  | 5,60     |
| 2     | Jan Kudlička           | CZE  | 5,60     |
| 3     | Robert Renner          | SLO  | 5,50     |
| 4     | Ben Broeders           | BEL  | 5,50     |
| 4     | Piotr Lisek            | POL  | 5,50     |
| 6     | Mareks Ārents          | LAT  | 5,50     |
| 7     | Karsten Dilla          | GER  | 5,30     |
| 7     | Konstadínos Filippídis | GRE  | 5,30     |
| 7     | Ivan Horvat            | CRO  | 5,30     |
| 7     | Paweł Wojciechowski    | POL  | 5,30     |

Finale: 8. Juli, 19:10 Uhr

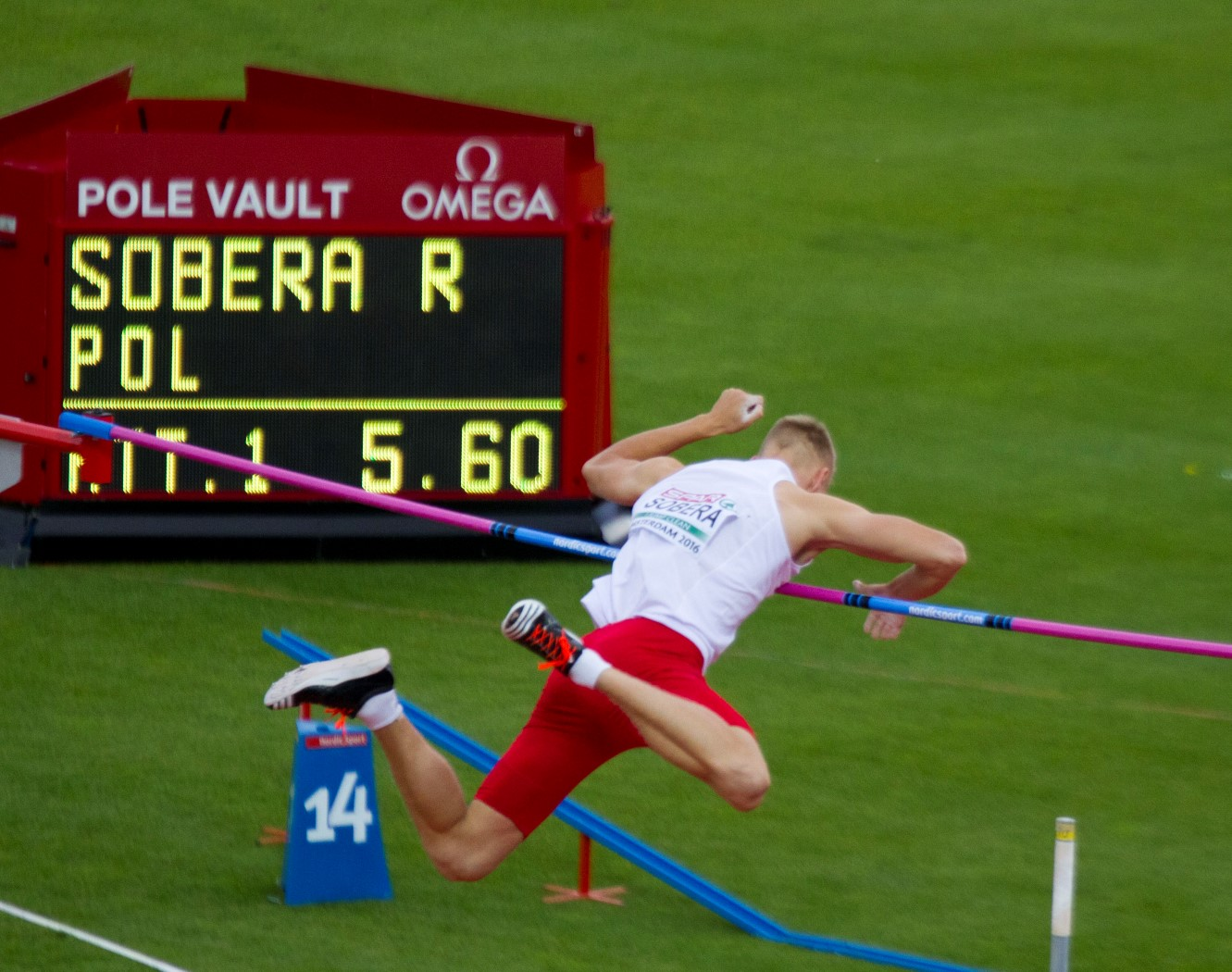
Robert Sobera bei seinem Siegessprung

Der französische Favorit für diesen Wettbewerb Renaud Lavillenie scheiterte an seiner Anfangshöhe von 5,75 m.
Weitere Teilnehmer aus deutschsprachigen Ländern:
In der Qualifikation (6. Juli) ausgeschieden:
Tobias Scherbarth  GER – Gruppe A, Platz 8 mit 5,35 m
Raphael Holzdeppe  GER – Gruppe A, DNS

### Weitsprung
| Platz | Athlet                   | Land | Weite (m) |
| ----- | ------------------------ | ---- | --------- |
| 1     | Greg Rutherford          | GBR  | 8,2500    |
| 2     | Michel Tornéus           | SWE  | 8,21 w    |
| 3     | Ignisious Gaisah         | NED  | 7,9300    |
| 4     | Radek Juška              | CZE  | 7,93 w    |
| 5     | Kristian Bäck            | FIN  | 7,91 w    |
| 6     | Fabian Heinle            | GER  | 7,8700    |
| 7     | Kafétien Gomis           | FRA  | 7,8400    |
| 8     | Kanstanzin Barytscheuski | BLR  | 7,7500    |

Finale: 7. Juli, 18:20 Uhr

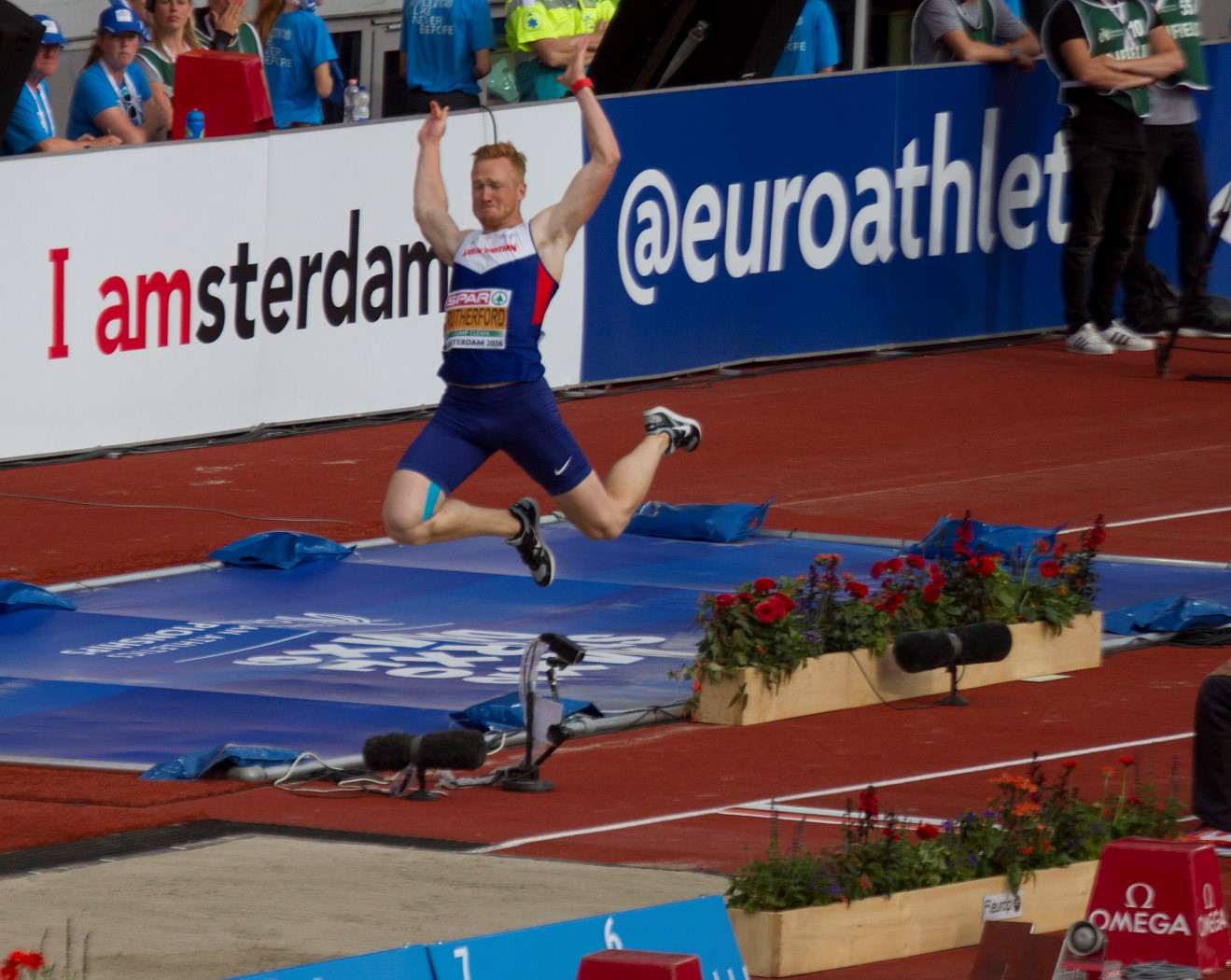
Greg Rutherford – Europameister im Weitsprung

Weitere Teilnehmer aus deutschsprachigen Ländern:
In der Qualifikation (6. Juli) ausgeschieden:
Benjamin Gföhler  SUI – Gruppe B, Platz 7 mit 7,72 m
Alyn Camara  GER – Gruppe B, Platz 8 mit 7,66 m

### Dreisprung
| Platz | Athlet              | Land | Weite (m) |
| ----- | ------------------- | ---- | --------- |
| 1     | Max Heß             | GER  | 17,20 EL  |
| 2     | Karol Hoffmann      | POL  | 17,16000  |
| 3     | Julian Reid         | GBR  | 16,76000  |
| 4     | Momtschil Karailiew | BUL  | 16,65000  |
| 5     | Maksim Neszjarenka  | BLR  | 16,63000  |
| 6     | Şeref Osmanoğlu     | TUR  | 16,55000  |
| 7     | Georgi Zonow        | BUL  | 16,53000  |
| 8     | Pablo Torrijos      | ESP  | 16,34000  |

Finale: 9. Juli, 19:45 Uhr

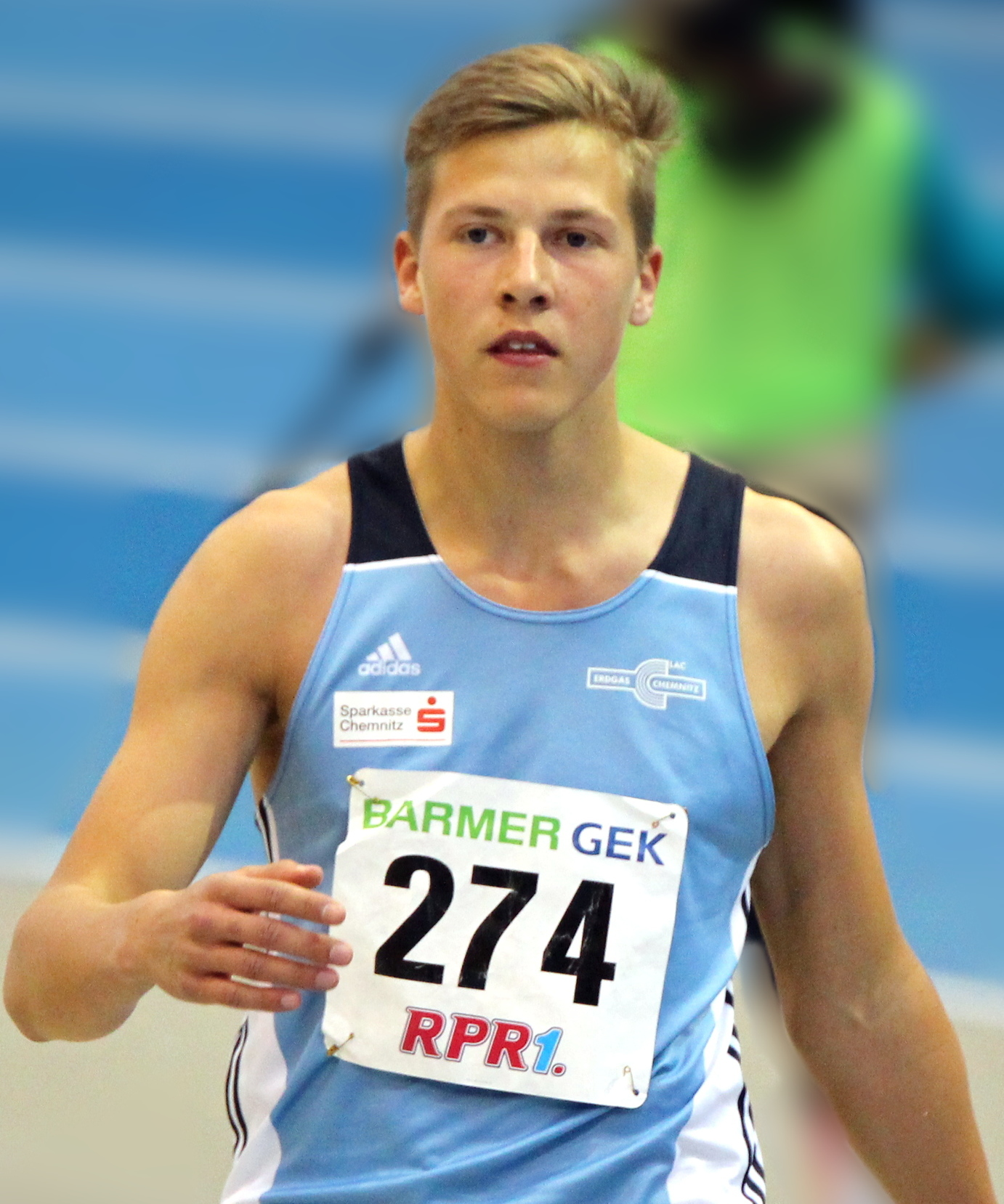
Mit vier Zentimetern Vorsprung wurde Max Heß Europameister

Weiterer Teilnehmer aus einem deutschsprachigen Land:
In der Qualifikation (7. Juli) ausgeschieden:
Martin Jasper  GER – Gruppe A, Platz 9 mit 16,27 m

### Kugelstoßen
| Platz | Athlet            | Land | Weite (m) |
| ----- | ----------------- | ---- | --------- |
| 1     | David Storl       | GER  | 21,31 EL  |
| 2     | Michał Haratyk    | POL  | 21,19000  |
| 3     | Tsanko Arnaudov   | POR  | 20,59000  |
| 4     | Konrad Bukowiecki | POL  | 20,58000  |
| 5     | Asmir Kolašinac   | SRB  | 20,43000  |
| 6     | Tobias Dahm       | GER  | 20,25000  |
| 7     | Borja Vivas       | ESP  | 20,16000  |
| 8     | Stipe Žunić       | CRO  | 19,95000  |

Finale: 10. Juli, 17:30 Uhr

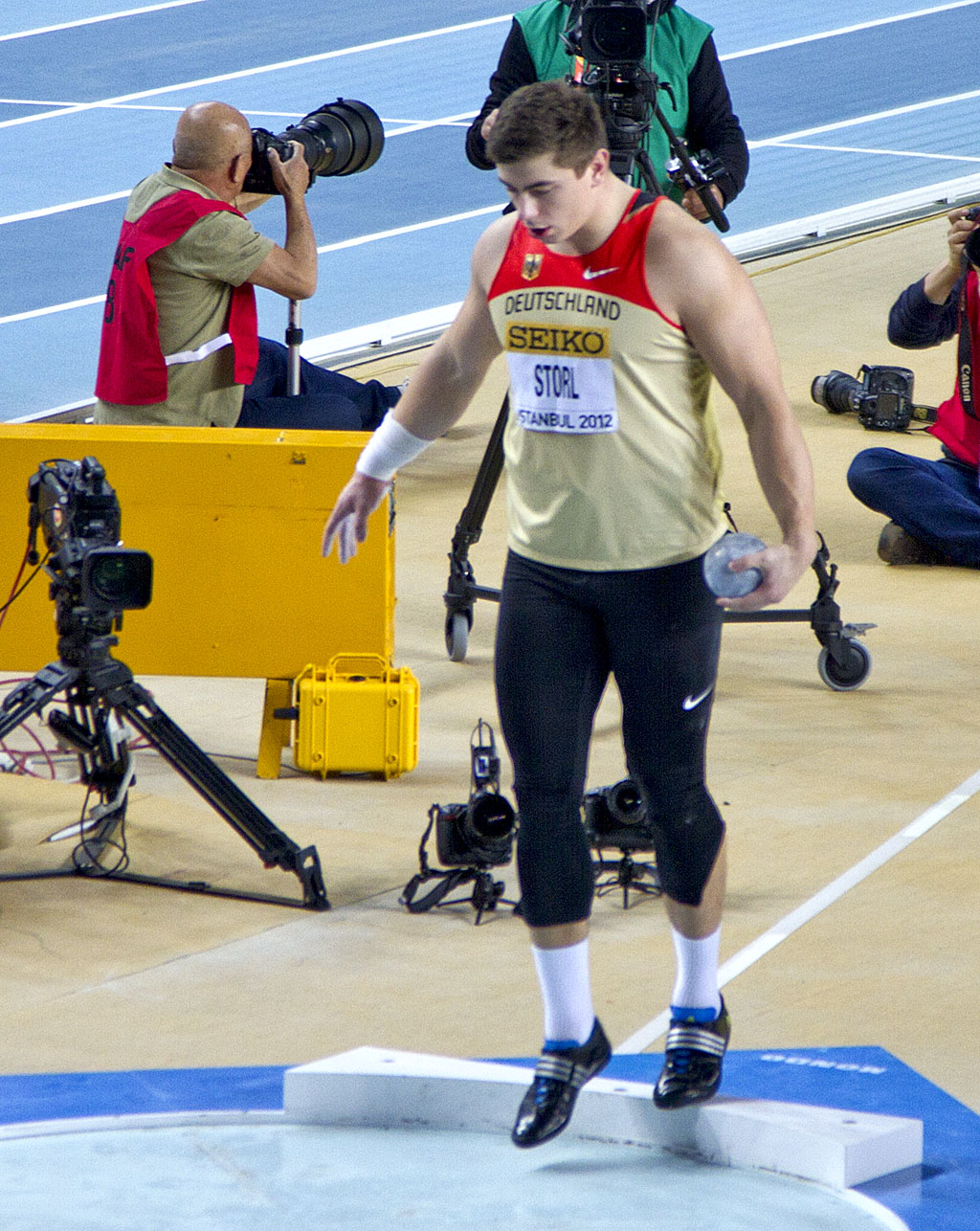
Dritter EM-Titel für David Storl

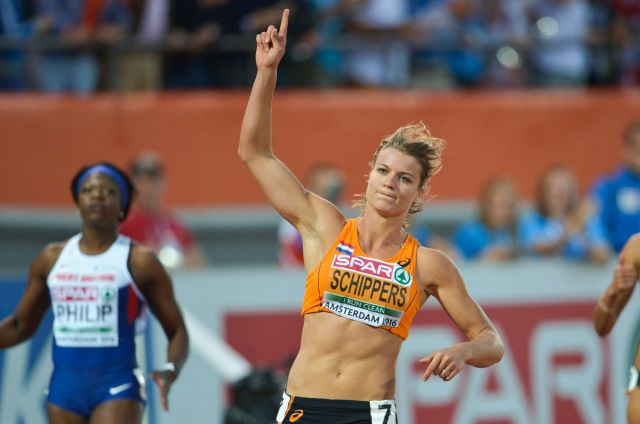
Die ehemalige Mehrkämpferin Dafne Schippers verteidigte erfolgreich ihren Sprint-Titel

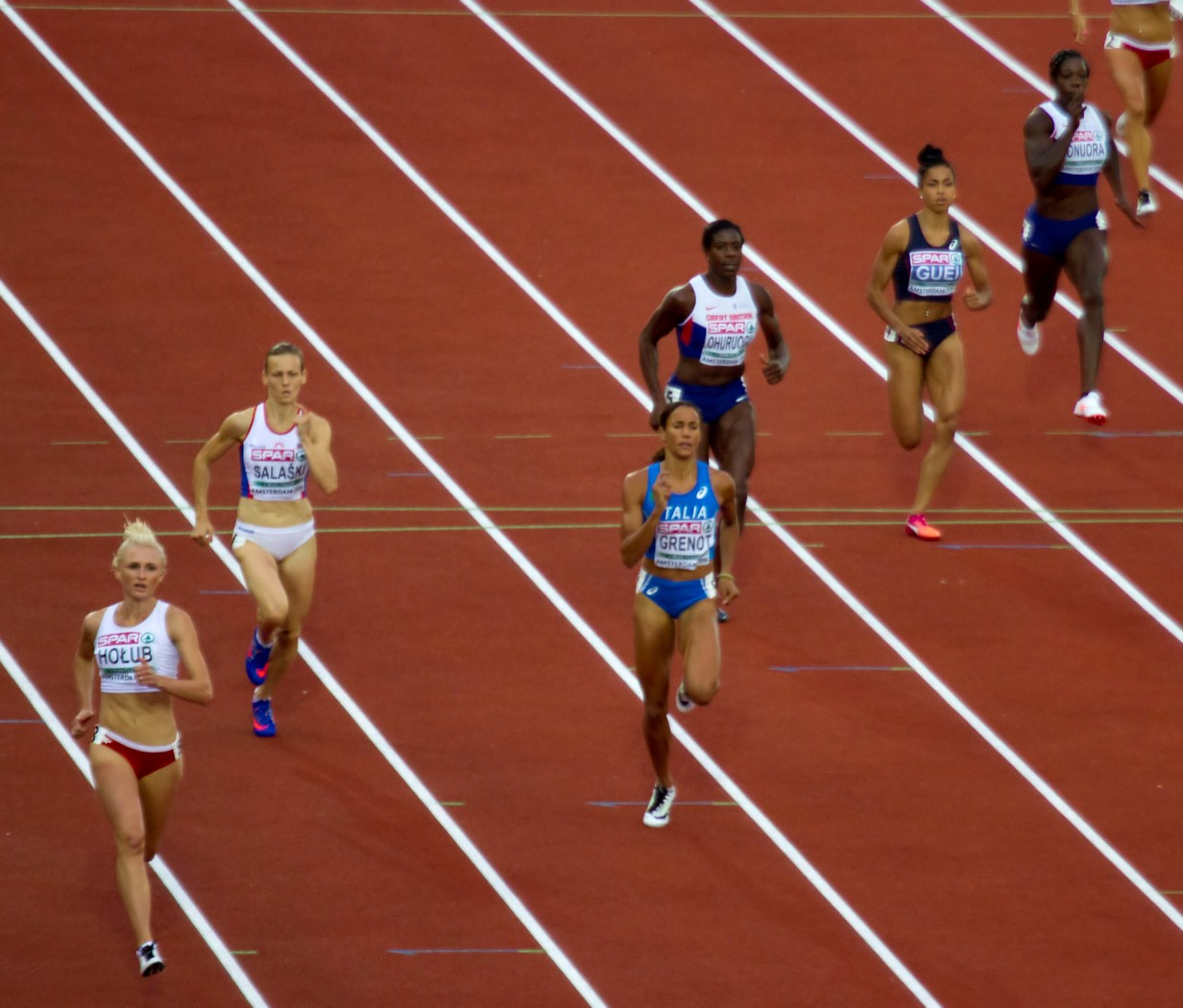
Die Läuferinnen auf der Gegengerade des 400-Meter-Finales

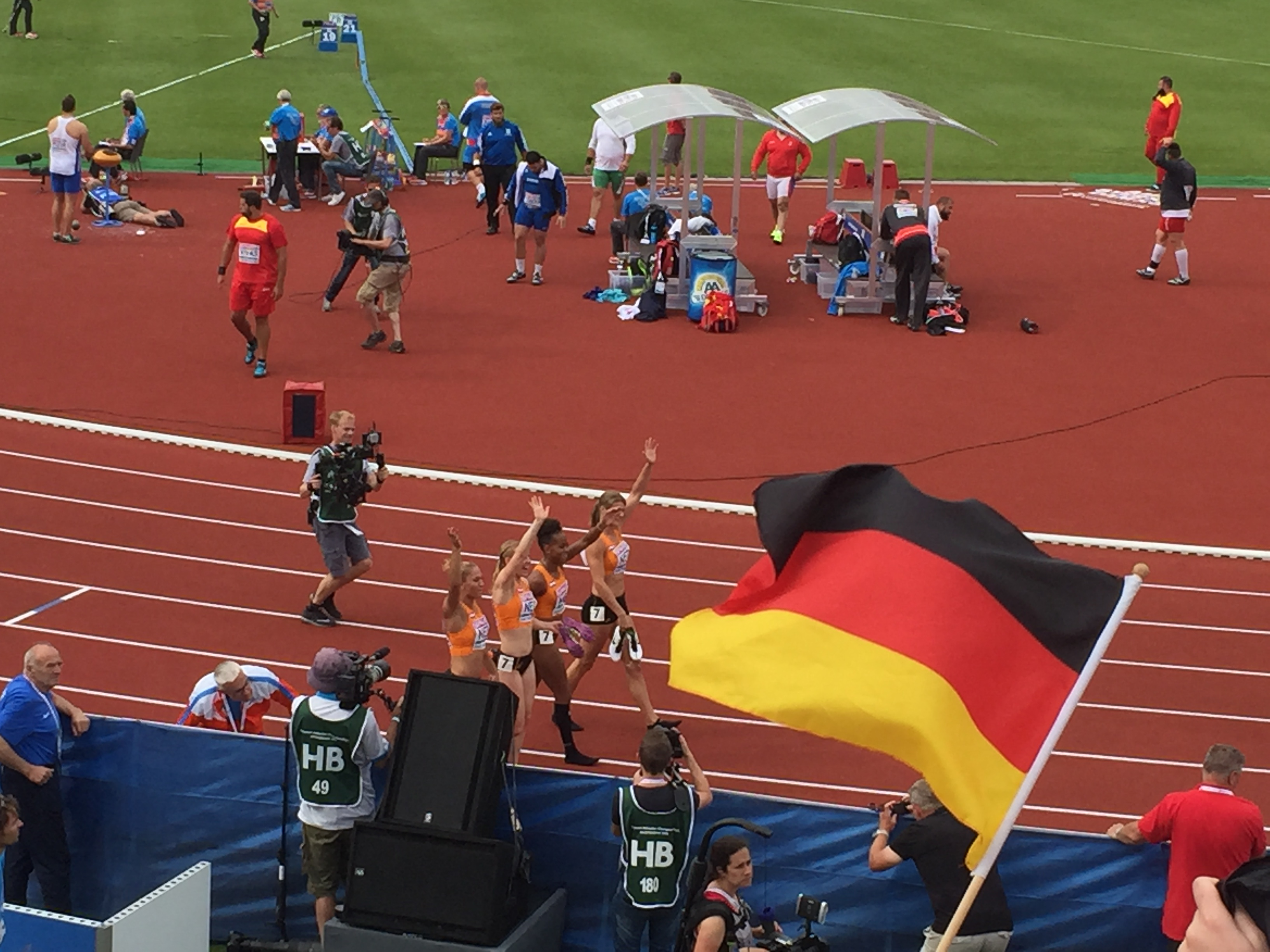
Die Niederländerinnen feierten ihren Titelgewinn

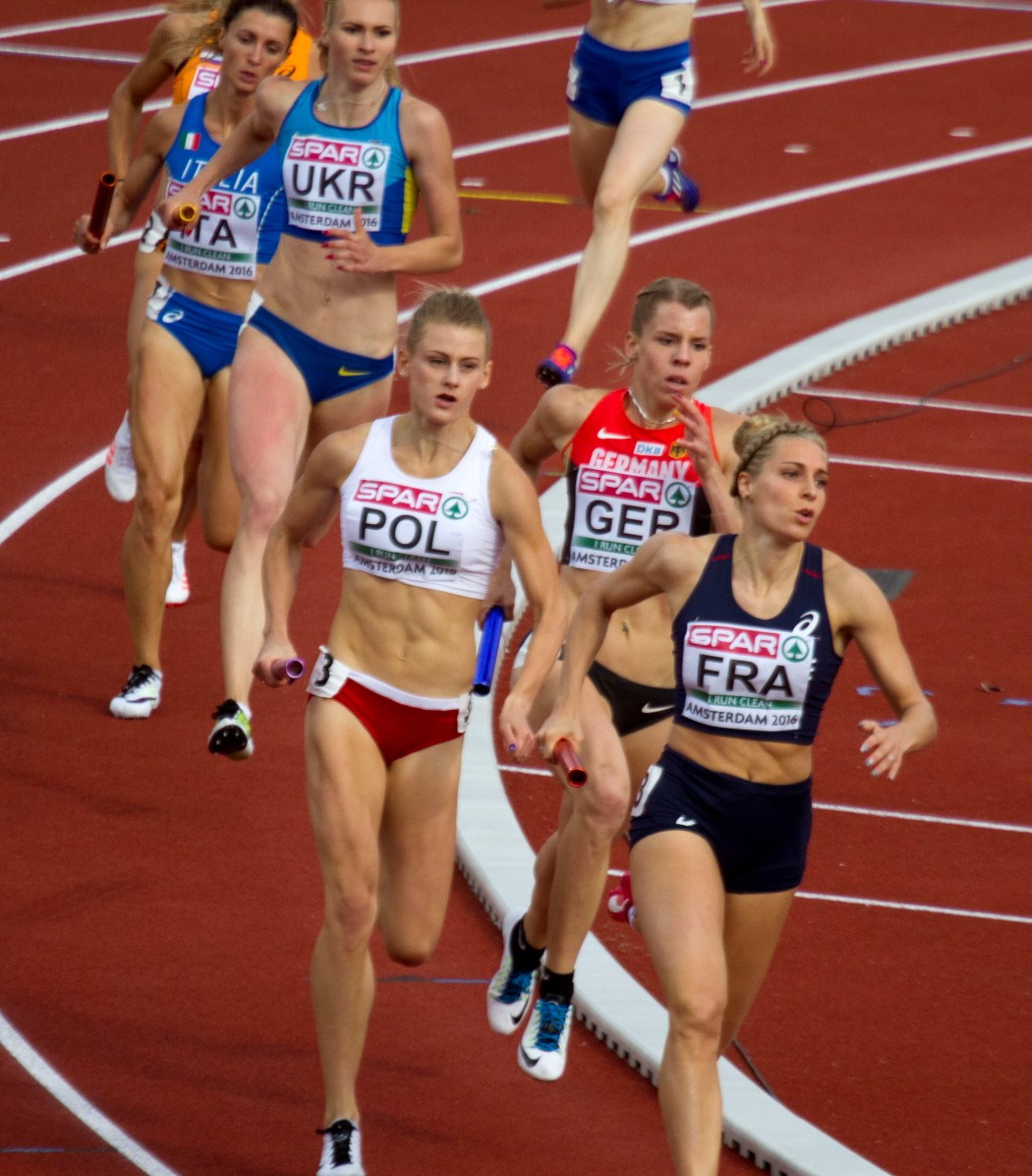
Die Die Läuferinnen der 4 × 400-m-Staffel auf der dritten Runde

In diesem Wettbewerb gab es einen Dopingfall, der eine nachträgliche Disqualifikation nach sich zog.

Die Dopingprobe des zunächst sechstplatzierten Rumänen Andrei Toader vom 10. Mai 2016 enthielt das verbotene Mittel Testosteron und war damit positiv. Dem Athleten wurden seine seitdem erzielten Resultate aberkannt, darunter sein Ergebnis von diesen Europameisterschaften. Außerdem wurde eine vierjährige Sperre vom 10. Mai 2016 bis 9. Mai 2020 gegen ihn verhängt.
Weiterer Teilnehmer aus einem deutschsprachigen Land:

In der Qualifikation (9. Juli) ausgeschieden:
Bob Bertemes  LUX – Gruppe A, Platz 9 mit 19,39 m

### Diskuswurf
| Platz | Athlet            | Land | Weite (m) |
| ----- | ----------------- | ---- | --------- |
| 1     | Piotr Małachowski | POL  | 67,06     |
| 2     | Philip Milanov    | BEL  | 65,71     |
| 3     | Gerd Kanter       | EST  | 65,27     |
| 4     | Christoph Harting | GER  | 65,13     |
| 5     | Daniel Ståhl      | SWE  | 64,77     |
| 6     | Zoltán Kővágó     | HUN  | 64,66     |
| 7     | Martin Kupper     | EST  | 63,55     |
| 8     | Daniel Jasinski   | GER  | 63,35     |

Finale: 9. Juli, 20:35 Uhr

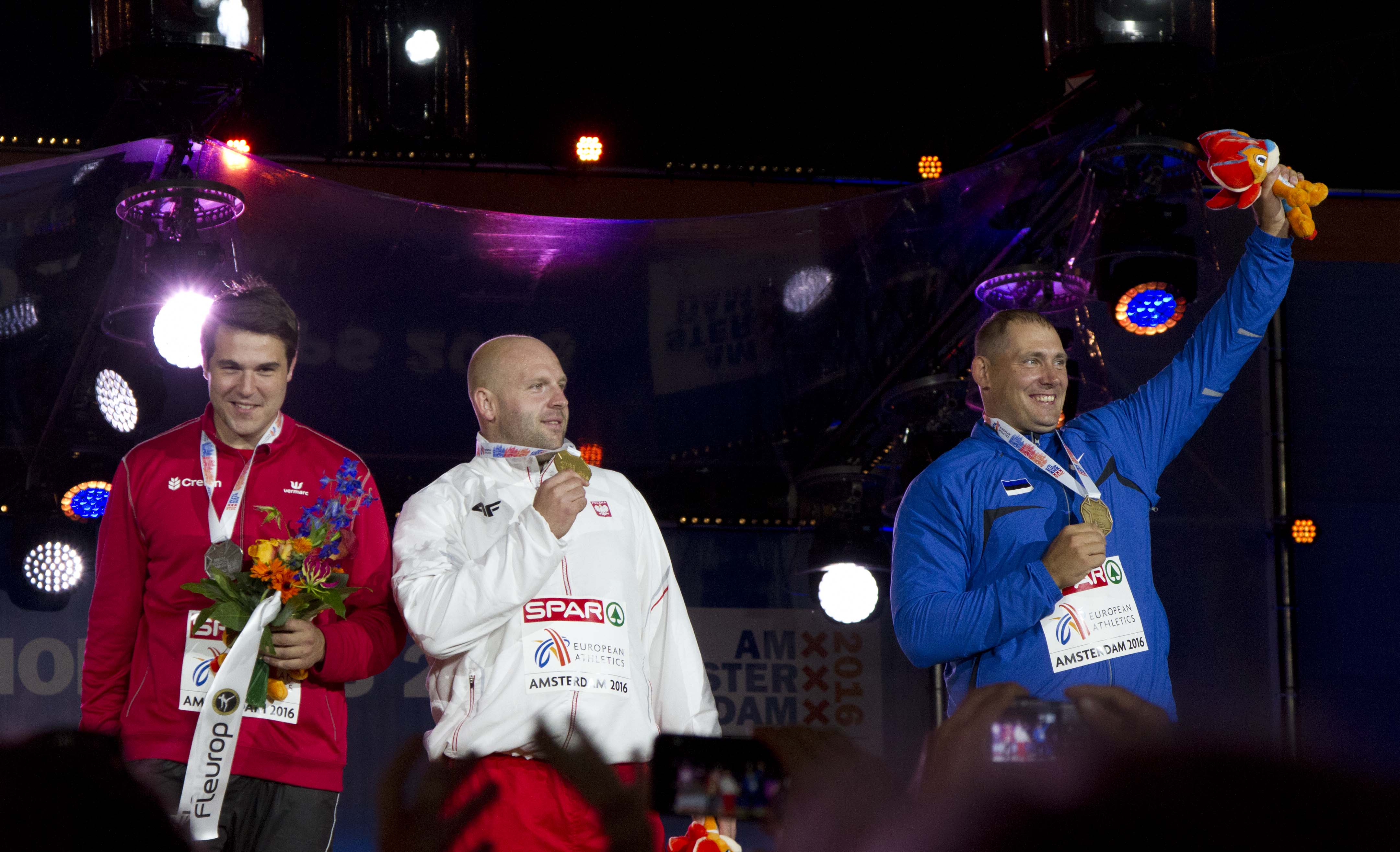
Die Medaillengewinner auf dem Podium

Weiterer Teilnehmer aus einem deutschsprachigen Land:
In der Qualifikation (7. Juli) ausgeschieden:
Martin Wierig  GER – Gruppe A, Platz 6 mit 63,60 m

### Hammerwurf
| Platz | Athlet               | Land | Weite (m) |
| ----- | -------------------- | ---- | --------- |
| 1     | Paweł Fajdek         | POL  | 80,93     |
| 2     | Iwan Zichan          | BLR  | 78,84     |
| 3     | Wojciech Nowicki     | POL  | 77,53     |
| 4     | Michalis Anastasakis | GRE  | 75,89     |
| 5     | Marcel Lomnický      | SVK  | 75,84     |
| 6     | Sjarhej Kalamojez    | BLR  | 74,65     |
| 7     | David Söderberg      | FIN  | 74,22     |
| 8     | Serghei Marghiev     | MDA  | 73,21     |

Finale: 10. Juli, 17:10 Uhr

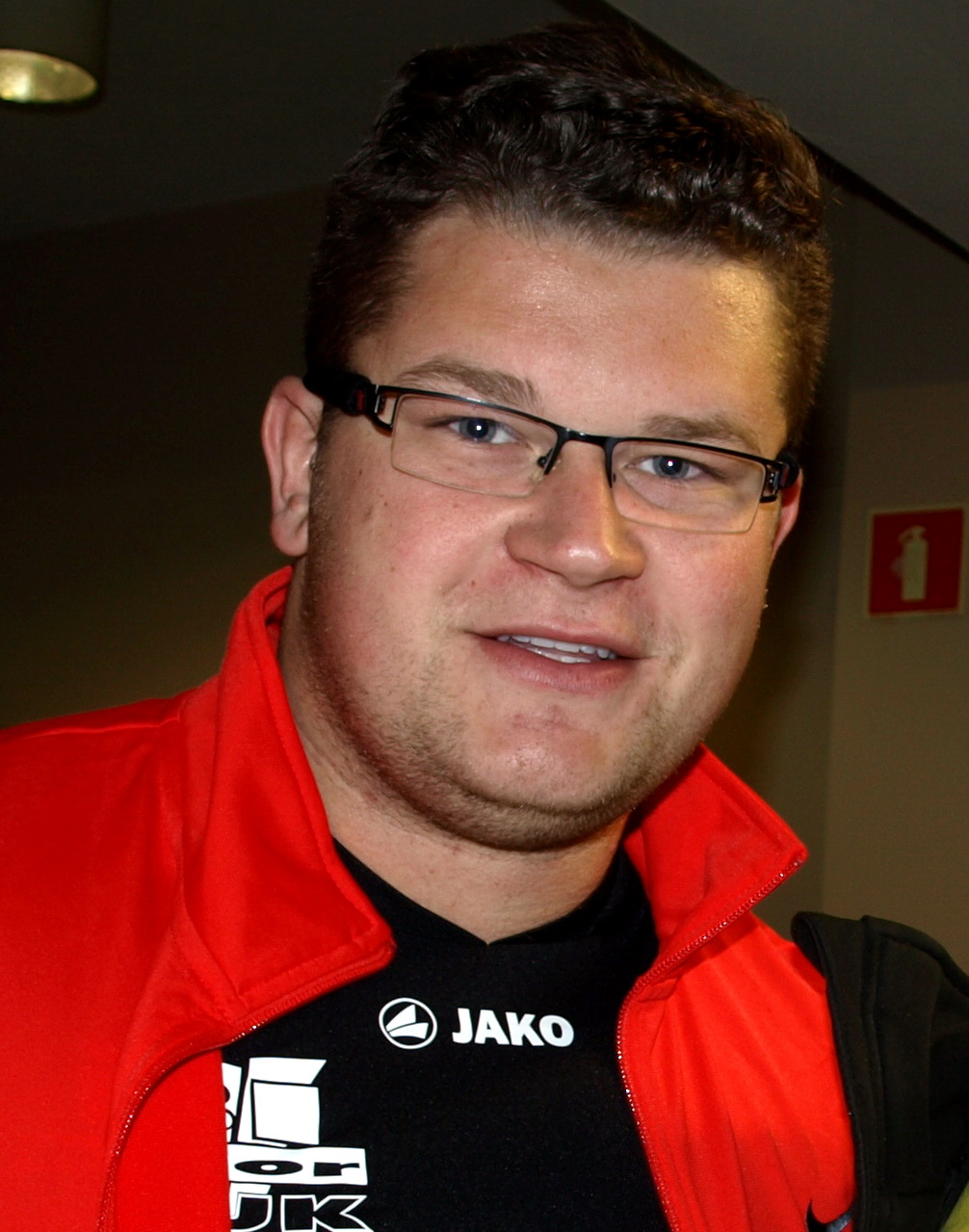
Pawel Fajdek – vor zwei Jahren Zweiter und nun Europameister

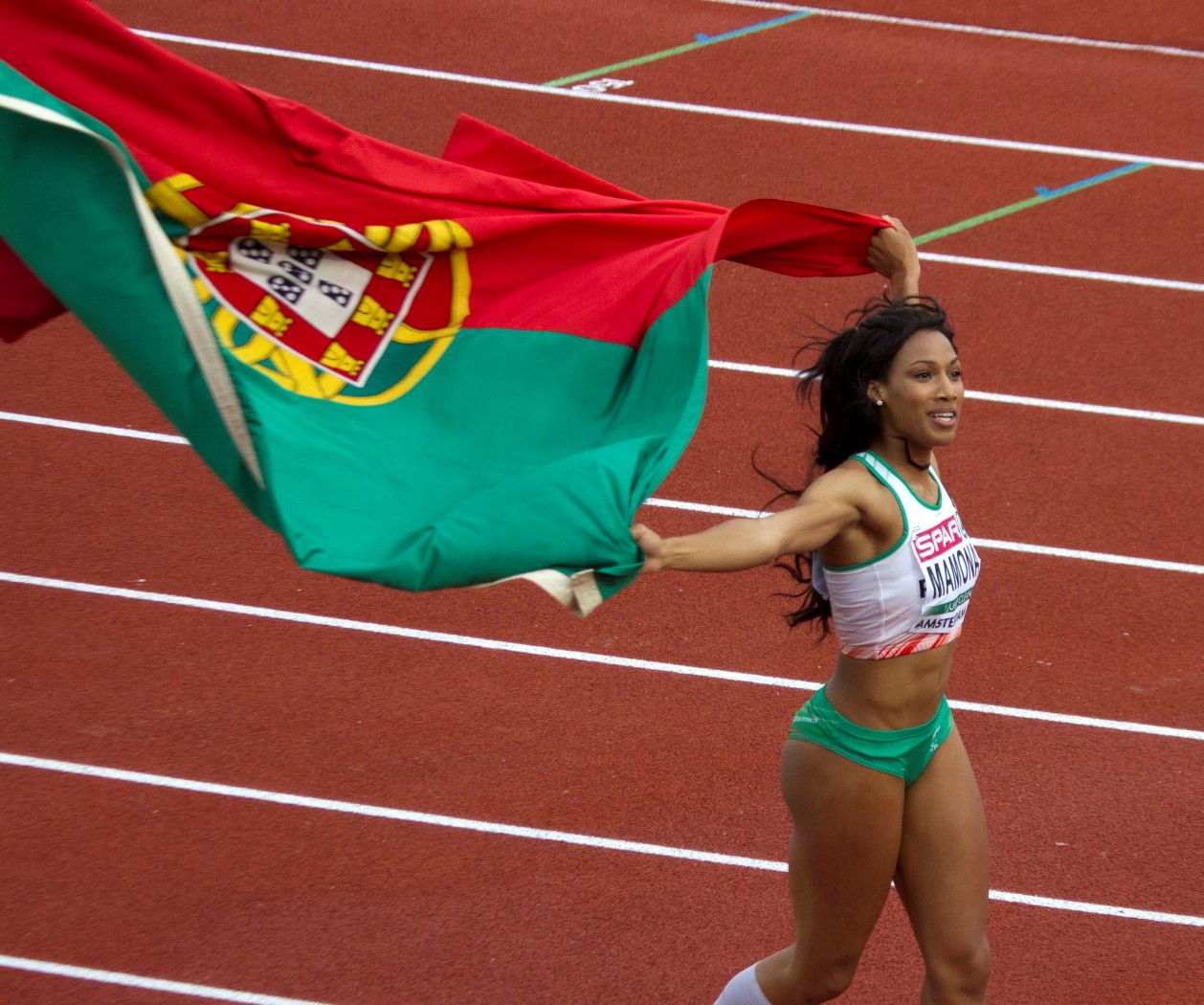
Patrícia Mamona auf der Ehrenrunde

Keine weiteren Teilnehmer aus deutschsprachigen Ländern

### Speerwurf
| Platz | Athlet             | Land | Weite (m) |
| ----- | ------------------ | ---- | --------- |
| 1     | Zigismunds Sirmais | LAT  | 86,66     |
| 2     | Vítězslav Veselý   | CZE  | 83,59     |
| 3     | Antti Ruuskanen    | FIN  | 82,44     |
| 4     | Risto Mätas        | EST  | 82,03     |
| 5     | Thomas Röhler      | GER  | 80,78     |
| 6     | Marcin Krukowski   | POL  | 79,49     |
| 7     | Kim Amb            | SWE  | 79,36     |
| 8     | Kacper Oleszczuk   | POL  | 79,34     |

Finale: 7. Juli, 18:35 Uhr
Weitere Teilnehmer aus deutschsprachigen Ländern:
In der Qualifikation (6. Juli) ausgeschieden:
Johannes Vetter  GER – Gruppe A, Platz 8 mit 79,98 m
Lars Hamann  GER – Gruppe A, Platz 10 mit 78,07 m

### Zehnkampf
| Platz | Athlet                  | Land | Punkte |
| ----- | ----------------------- | ---- | ------ |
| 1     | Thomas Van Der Plaetsen | BEL  | 8218   |
| 2     | Adam Sebastian Helcelet | CZE  | 8157   |
| 3     | Mihail Dudaš            | SRB  | 8153   |
| 4     | Oleksij Kasjanow        | UKR  | 8072   |
| 5     | Ashley Briant           | GBR  | 8040   |
| 6     | Romain Barras           | FRA  | 8002   |
| 7     | Pieter Braun            | NED  | 7945   |
| 8     | Marcus Nilsson          | SWE  | 7942   |

Datum: 6./7. Juli

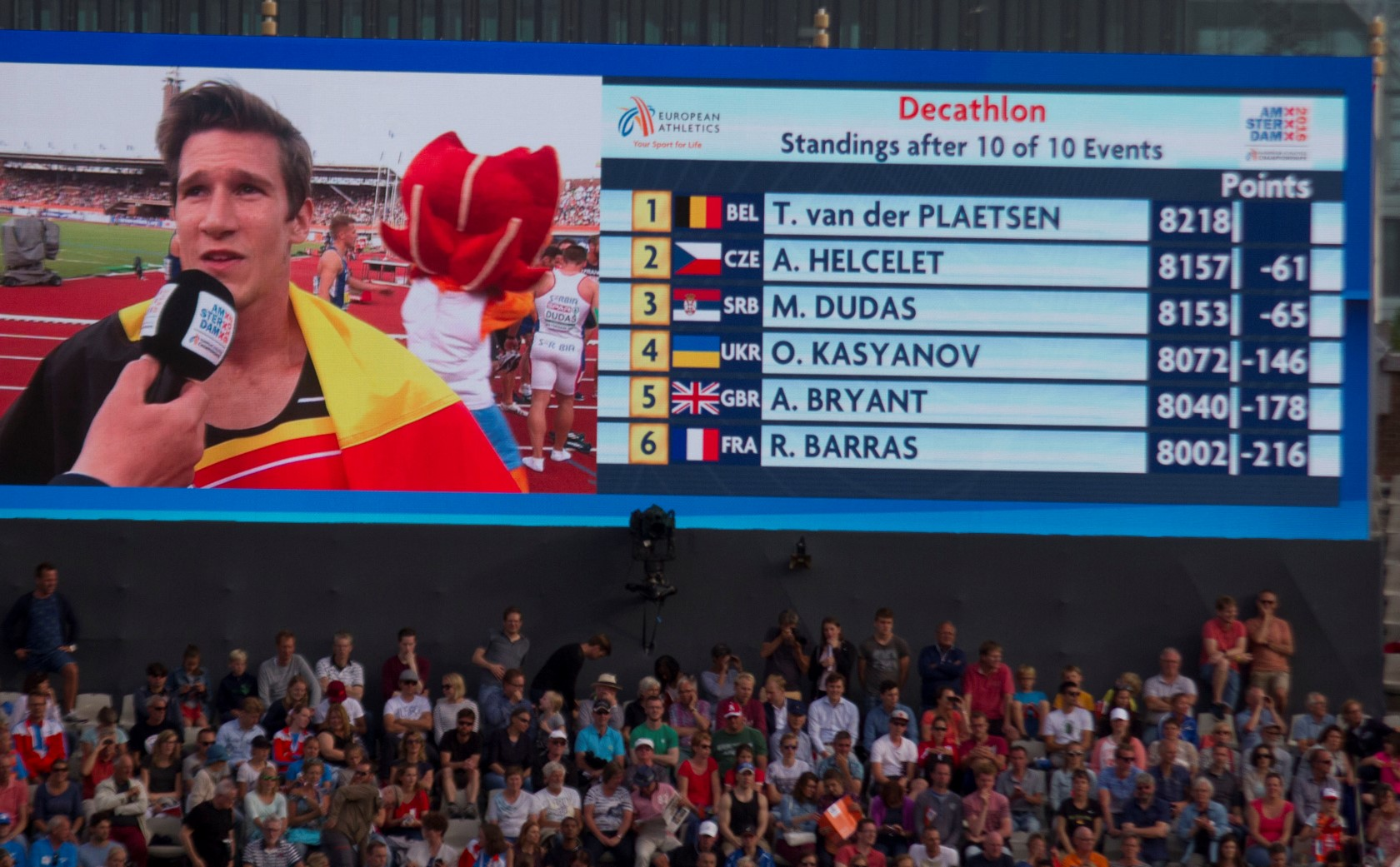
Ein erschöpfter Thomas Van der Plaetsen im Interview

Teilnehmer aus deutschsprachigen Ländern:
Mathias Brugger  GER – Platz 9 mit 7886 P
Jonas Fringeli  SUI – Platz 15 mit 7602 P
René Stauß  GER – Platz 17 mit 6737 P
Tim Nowak  GER – Platz 19 mit 6646 P
Dominik Distelberger  AUT – DNF

## Resultate Frauen

### 100 m
| Platz | Athletin            | Land | Zeit (s) |
| ----- | ------------------- | ---- | -------- |
| 1     | Dafne Schippers     | NED  | 10,90    |
| 2     | Iwet Lalowa         | BUL  | 11,20    |
| 3     | Mujinga Kambundji   | SUI  | 11,25    |
| 4     | Asha Philip         | GBR  | 11,27    |
| 5     | Natalija Pohrebnjak | UKR  | 11,28    |
| 6     | Tatjana Pinto       | GER  | 11,33    |
| 7     | Floriane Gnafoua    | FRA  | 11,36    |
| DNF   | Desirèe Henry       | GBR  |          |

Finale: 8. Juli, 21:45 Uhr
Wind: −0,2 m/s
In diesem Wettbewerb gab es einen Dopingfall.

Ein Dopingtest der Ukrainerin Olessja Powch, die hier im Halbfinale ausgeschieden war, vom 15. Juni 2016 ergab eine deutlich zu hohe Testosteron-Konzentration. Sie erhielt eine vierjährige Sperre vom 15. Juni 2016 bis 14. Juni 2020, alle ihre seit der positiven Dopingprobe erzielten Resultate wurden annulliert, darunter ihr Halbfinaleinzug über 100 Meter und ihr vierter Rang mit der ukrainischen 4-mal-100-Meter-Staffel.

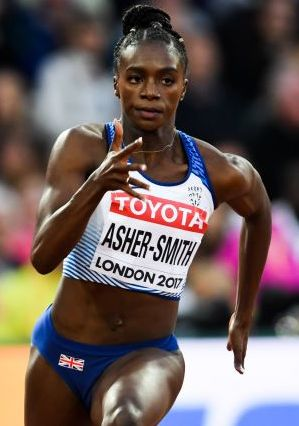
Dina Asher-Smith

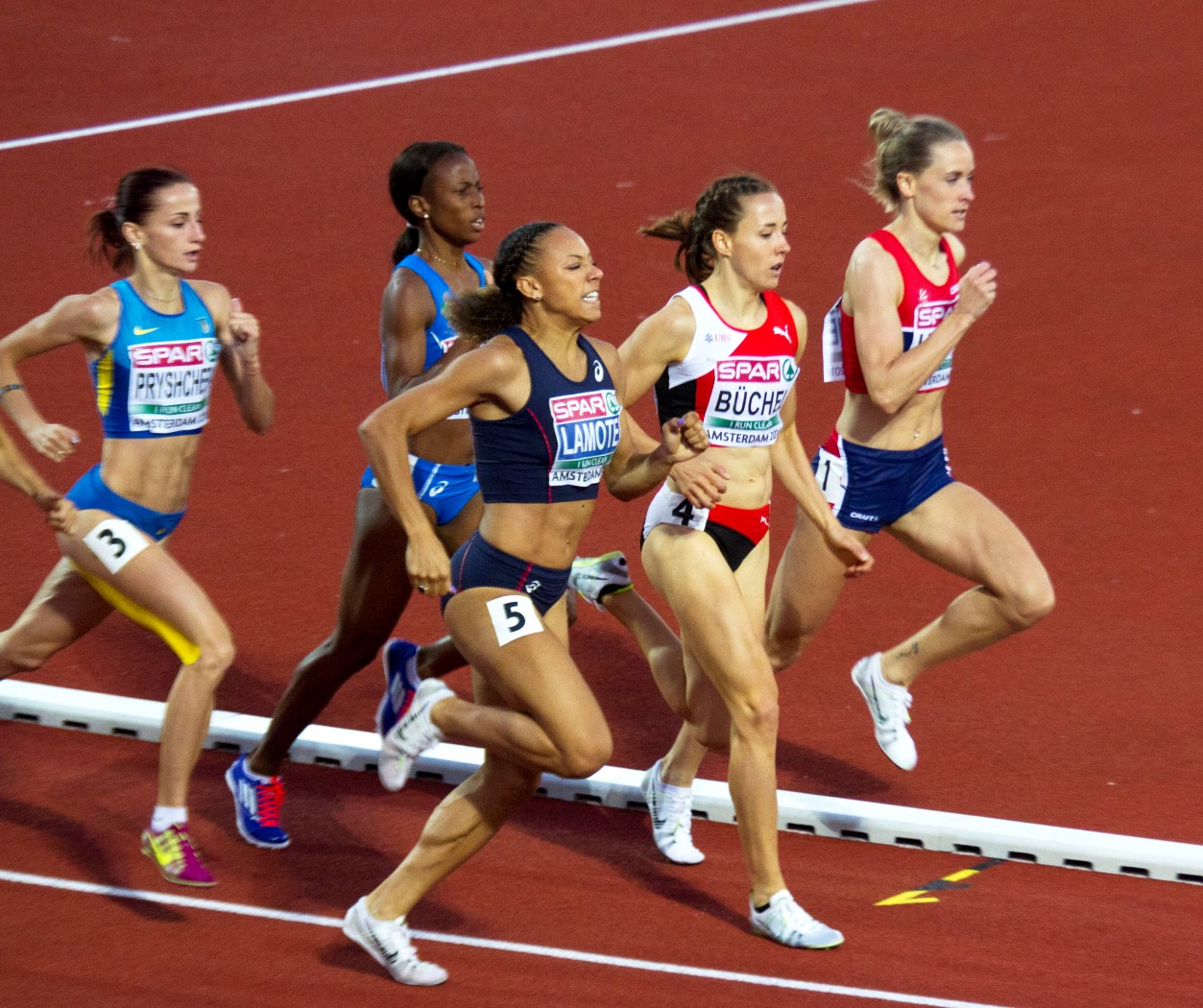
Die 800-m-Läuferinnen auf der Gegengeraden der letzten Runde

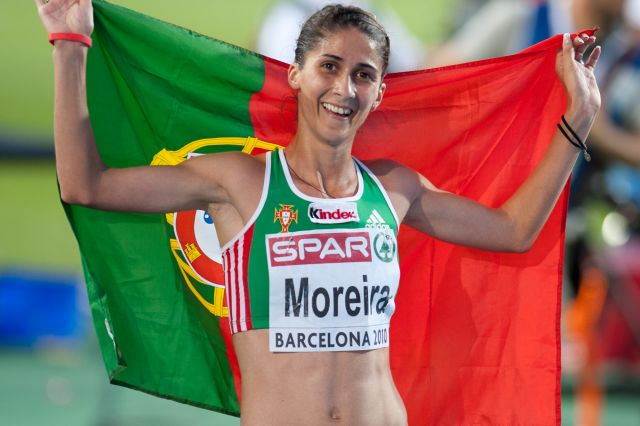
Titelgewinnerin Sara Moreira

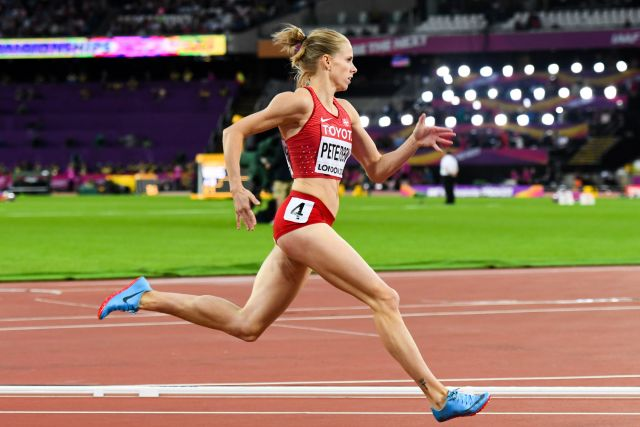
Europameisterin Sara Slott Petersen wurde im selben Jahr Olympiazweite

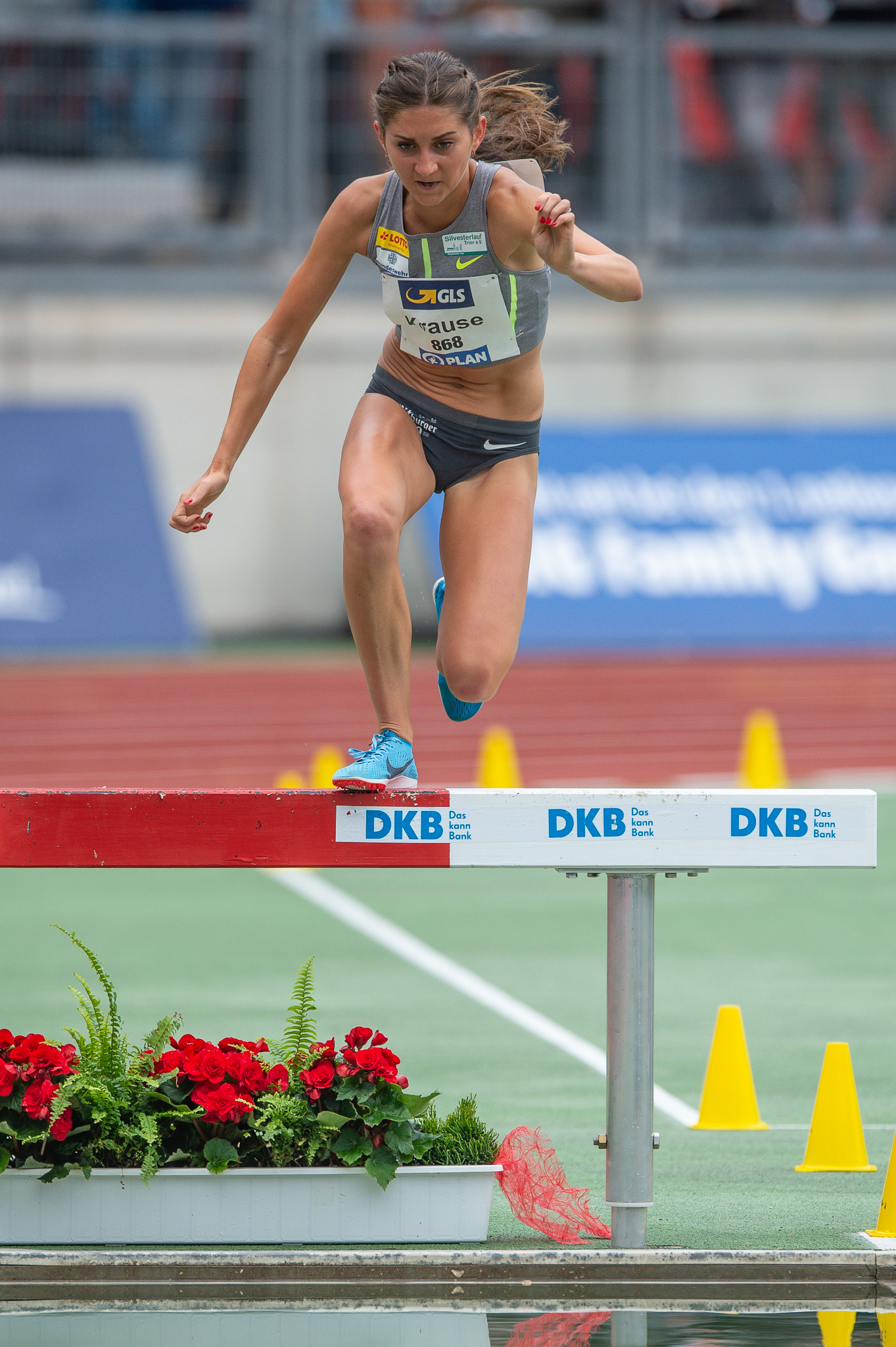
Gesa Felicitas Krause – mehr als neun Sekunden voraus

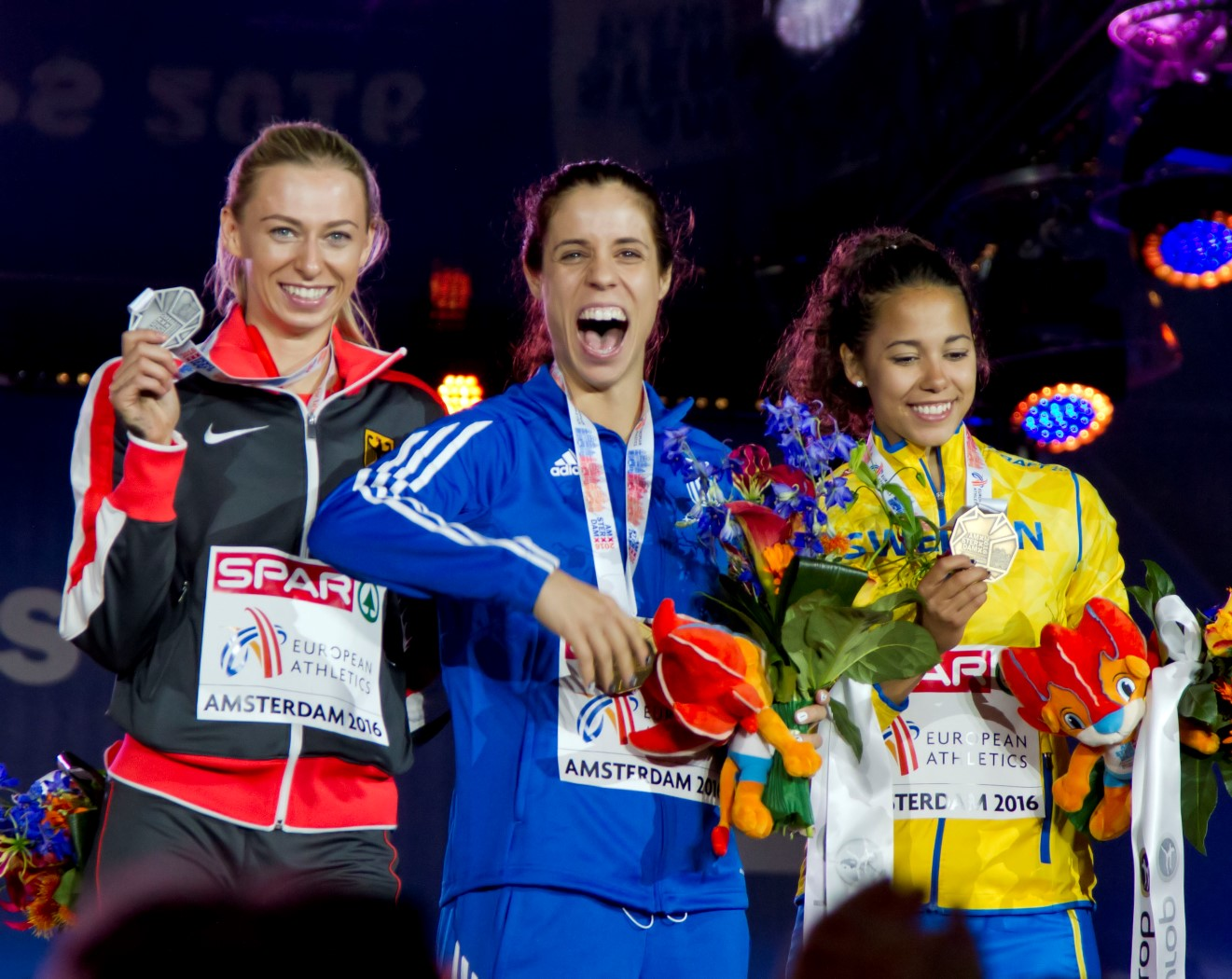
Auf dem Podium (v. l. n. r.): Lisa Ryzih, Ekaterini Stefanidi, Angelica Bengtsson

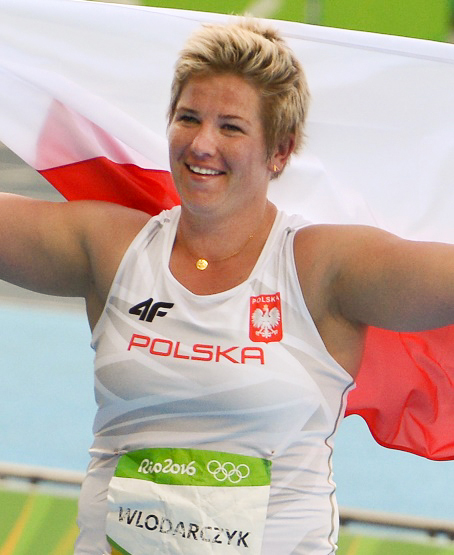
Die erfolgreichste Hammerwerferin der letzten Jahre Anita Włodarczyk siegte auch wieder bei diesen Europameisterschaften

Weitere Teilnehmerinnen aus deutschsprachigen Ländern:
- In den Halbfinals (8. Juli) ausgeschieden:
Rebekka Haase  GER – Lauf 1, Platz 3 in 11,46 s
Salomé Kora  SUI – Lauf 2, Platz 7 in 11,65 s
- In den Vorläufen (7. Juli) ausgeschieden:
Marisa Lavanchy  SUI – Lauf 2, Platz 7 in 11,89 s

### 200 m
| Platz | Athletin            | Land | Zeit (s) |
| ----- | ------------------- | ---- | -------- |
| 1     | Dina Asher-Smith    | GBR  | 22,37    |
| 2     | Iwet Lalowa         | BUL  | 22,52    |
| 3     | Gina Lückenkemper   | GER  | 22,74    |
| 4     | Jamile Samuel       | NED  | 22,83    |
| 5     | Natalija Pohrebnjak | UKR  | 22,84    |
| 6     | Jodie Williams      | GBR  | 22,96    |
| 7     | Tessa van Schagen   | NED  | 23,03    |
| 8     | Lisa Mayer          | GER  | 23,10    |

Finale: 7. Juli, 19:10 Uhr
Wind: −0,4 m/s
Weitere Teilnehmerinnen aus deutschsprachigen Ländern:
- In den Halbfinals (6. Juli) ausgeschieden:
Mujinga Kambundji  SUI – Lauf 2, Platz 4 in 23,23 s
Nadine Gonska  GER – Lauf 3, Platz 4 in 23,24 s
Ellen Sprunger  SUI – Lauf 1, Platz 6 in 23,54 s
- In den Vorläufen (6. Juli) ausgeschieden:
Cornelia Halbheer  SUI – Lauf 2, Platz 6 in 23,61 s

### 400 m
| Platz | Athletin           | Land | Zeit (s) |
| ----- | ------------------ | ---- | -------- |
| 1     | Libania Grenot     | ITA  | 50,73    |
| 2     | Floria Gueï        | FRA  | 51,21    |
| 3     | Anyika Onuora      | GBR  | 51,47    |
| 4     | Christine Ohuruogu | GBR  | 51,55    |
| 5     | Małgorzata Hołub   | POL  | 51,89    |
| 6     | Justyna Święty     | POL  | 51,96    |
| 7     | Tamara Salaški     | SRB  | 52,23    |
| 8     | Nicky van Leuveren | NED  | 52,76    |

Finale: 8. Juli, 20:25 Uhr
In diesem Wettbewerb gab es einen Dopingfall.

In einem Dopingtest vom 5. Juli 2016 der Ukrainerin Olha Semljak, die hier im Halbfinale ausgeschieden war, wurde eine deutlich zu hohe Testosteron-Konzentration festgestellt. Da ihr bereits vorher einmal ein Dopingbetrug nachgewiesen worden war, erhielt sie eine Sperre von nicht vier, sondern acht Jahren vom 5. Juli 2016 bis 4. Juli 2024, alle ihre seit der positiven Dopingprobe erzielten Resultate wurden annulliert, darunter ihr Halbfinaleinzug über 400 Meter und ihr vierter Rang mit der ukrainischen 4-mal-400-Meter-Staffel.

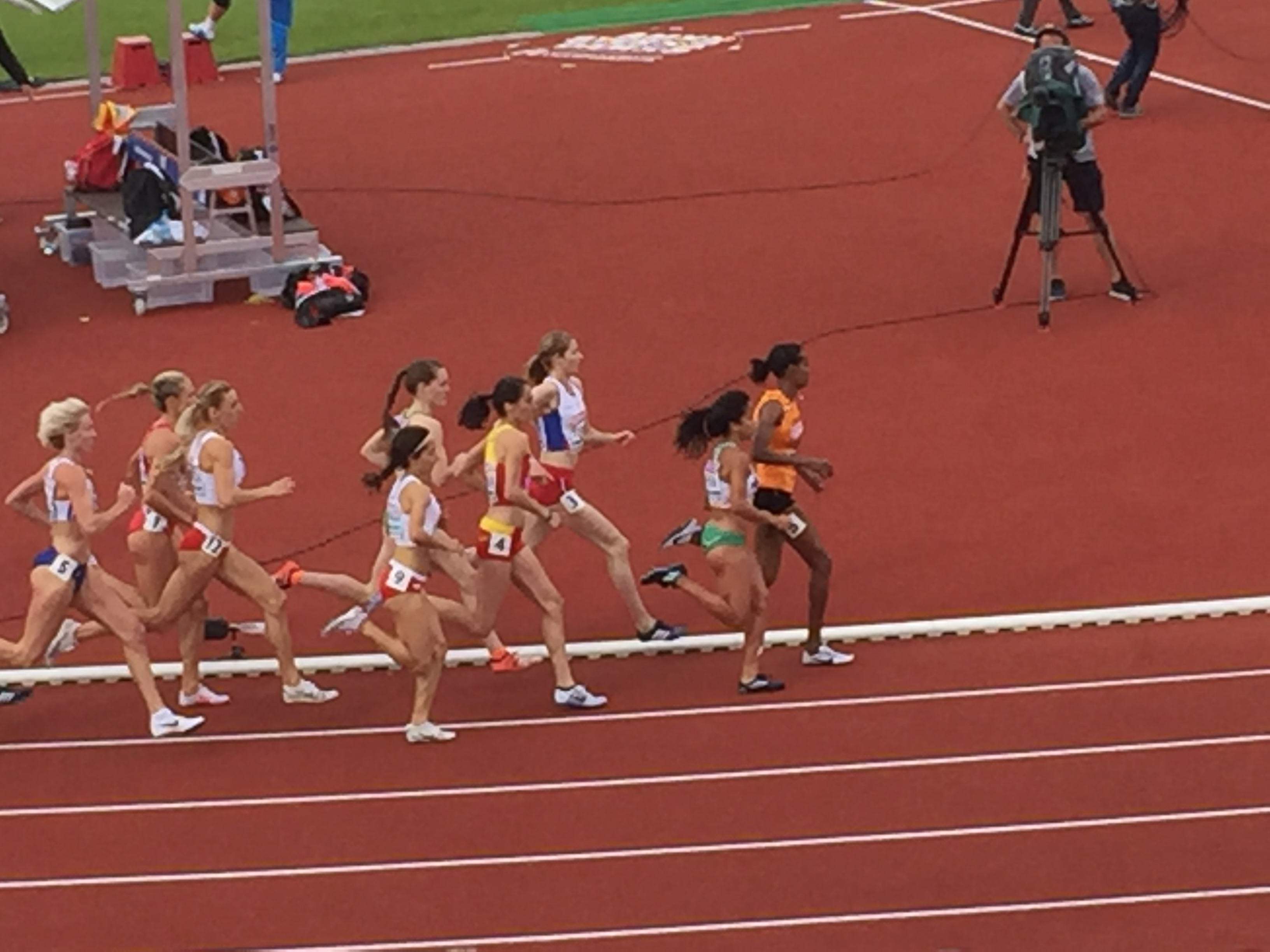
Das Feld der Läuferinnen im Finale über 1500 Meter

Teilnehmerin aus einem deutschsprachigen Land:
In den Halbfinals (7. Juli) ausgeschieden:
Ruth Sophia Spelmeyer  GER – Lauf 2, Platz 4 in 52,40 s

### 800 m
| Platz | Athletin               | Land | Zeit (min) |
| ----- | ---------------------- | ---- | ---------- |
| 1     | Natalija Pryschtschepa | UKR  | 1:59,70    |
| 2     | Rénelle Lamote         | FRA  | 2:00,19    |
| 3     | Lovisa Lindh           | SWE  | 2:00,37    |
| 4     | Selina Büchel          | SUI  | 2:00,47    |
| 5     | Yusneysi Santiusti     | ITA  | 2:00,53    |
| 6     | Joanna Jóźwik          | POL  | 2:00,57    |
| 7     | Hedda Hynne            | NOR  | 2:00,94    |
| 8     | Aníta Hinriksdóttir    | ISL  | 2:02,55    |

Finale: 9. Juli, 21:40 Uhr
Teilnehmerinnen aus deutschsprachigen Ländern:
- In den Halbfinals (7. Juli) ausgeschieden:
Christina Hering  GER – Lauf 1, Platz 5 in 2:02,56 min
- In den Vorläufen (6. Juli) ausgeschieden:
Fabienne Kohlmann  GER – Lauf 3, Platz 7 in 2:05,54 min

### 1500 m
| Platz | Athletin                | Land | Zeit (min) |
| ----- | ----------------------- | ---- | ---------- |
| 1     | Angelika Cichocka       | POL  | 4:33,00    |
| 2     | Sifan Hassan            | NED  | 4:33,76    |
| 3     | Ciara Mageean           | IRL  | 4:33,75    |
| 4     | Ingvill Måkestad Bovim  | NOR  | 4:34,15    |
| 5     | Marta Pen               | POR  | 4:34,41    |
| 6     | Maren Kock              | GER  | 4:34,54    |
| 7     | Sofia Ennaoui           | POL  | 4:34,84    |
| 8     | Solange Andreia Pereira | ESP  | 4:34,88    |

Finale: 10. Juli, 17:45 Uhr
Teilnehmerin aus einem deutschsprachigen Land:
In den Vorläufen (8. Juli) ausgeschieden:
Maren Kock  GER – Lauf 2, Platz 7 in4 2:11,67 min

### 5000 m
| Platz | Athletin         | Land | Zeit (min) |
| ----- | ---------------- | ---- | ---------- |
| 1     | Yasemin Can      | TUR  | 15:18,15   |
| 2     | Meraf Bahta      | SWE  | 15:20,54   |
| 3     | Stephanie Twell  | GBR  | 15:20,70   |
| 4     | Susan Kuijken    | NED  | 15:23,87   |
| 5     | Laura Whittle    | GBR  | 15:24,18   |
| 6     | Eilish McColgan  | GBR  | 15:28,53   |
| 7     | Louise Carton    | BEL  | 15:42,79   |
| 8     | Fate Tola Geleto | GER  | 15:43,30   |

Datum: 9. Juli, 21:05 Uhr

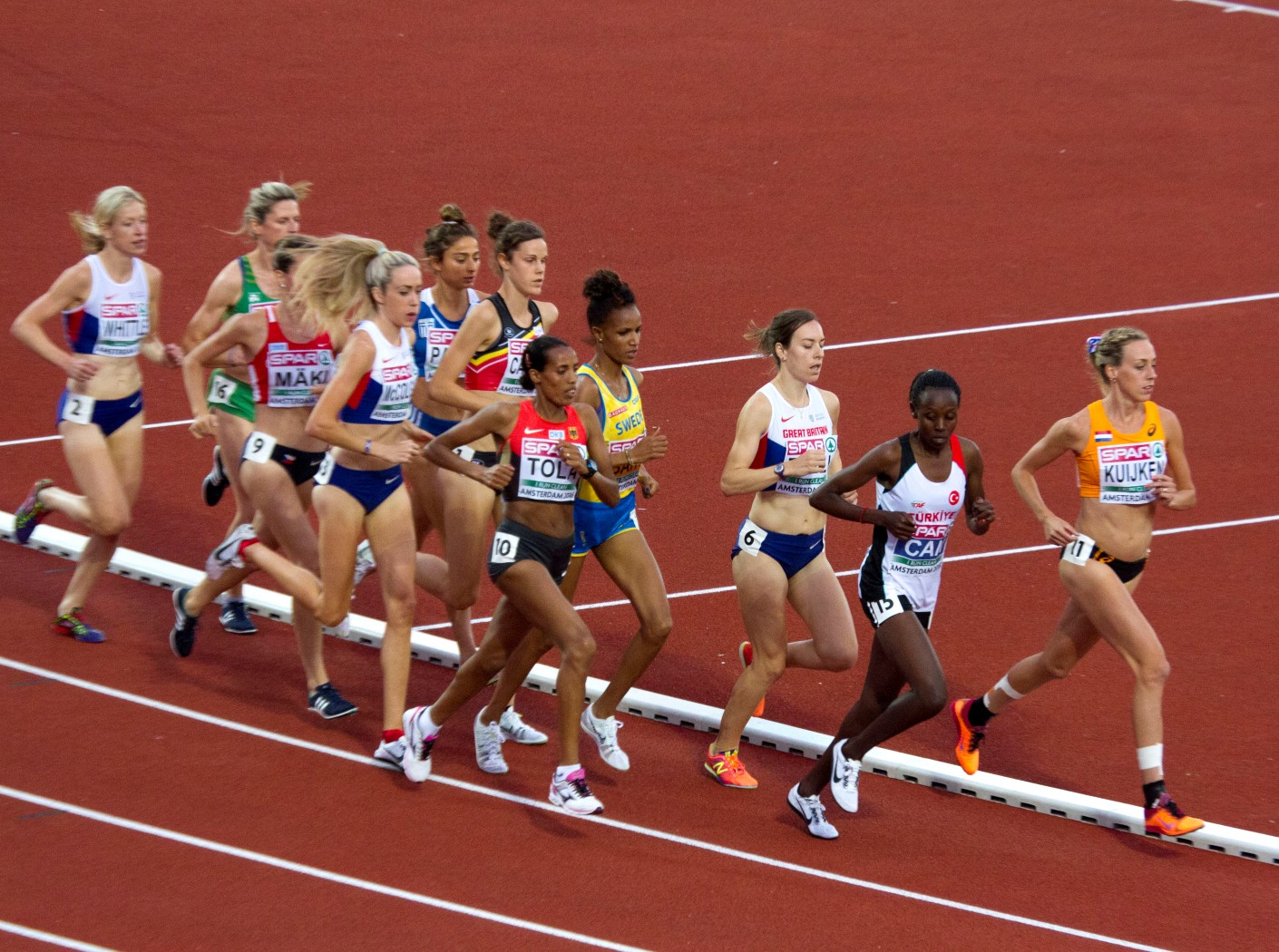
Das Feld der 5000-Meter-Läuferinnen

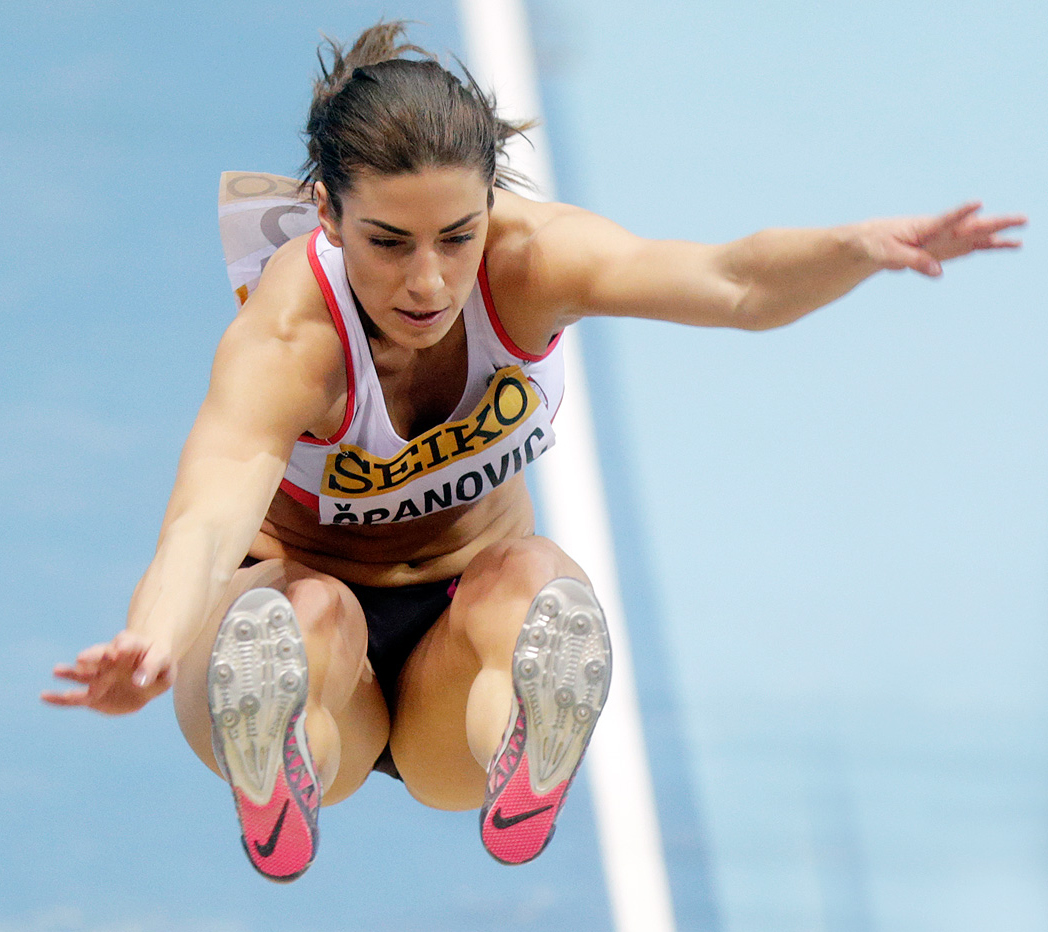
Es gewann die Vizeeuropameisterin von 2014 und zweifache WM-Dritte (2013/2015) Ivana Španović

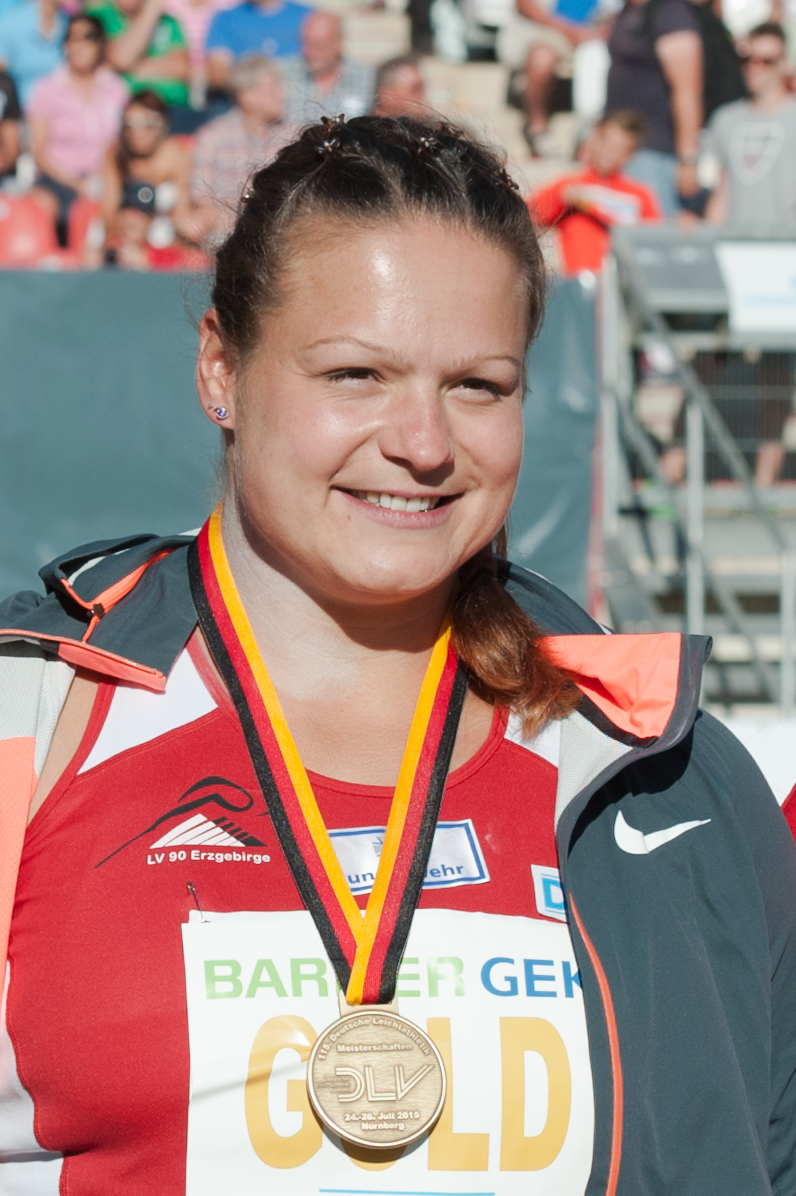
Christina Schwanitz freute sich über ihren Titel

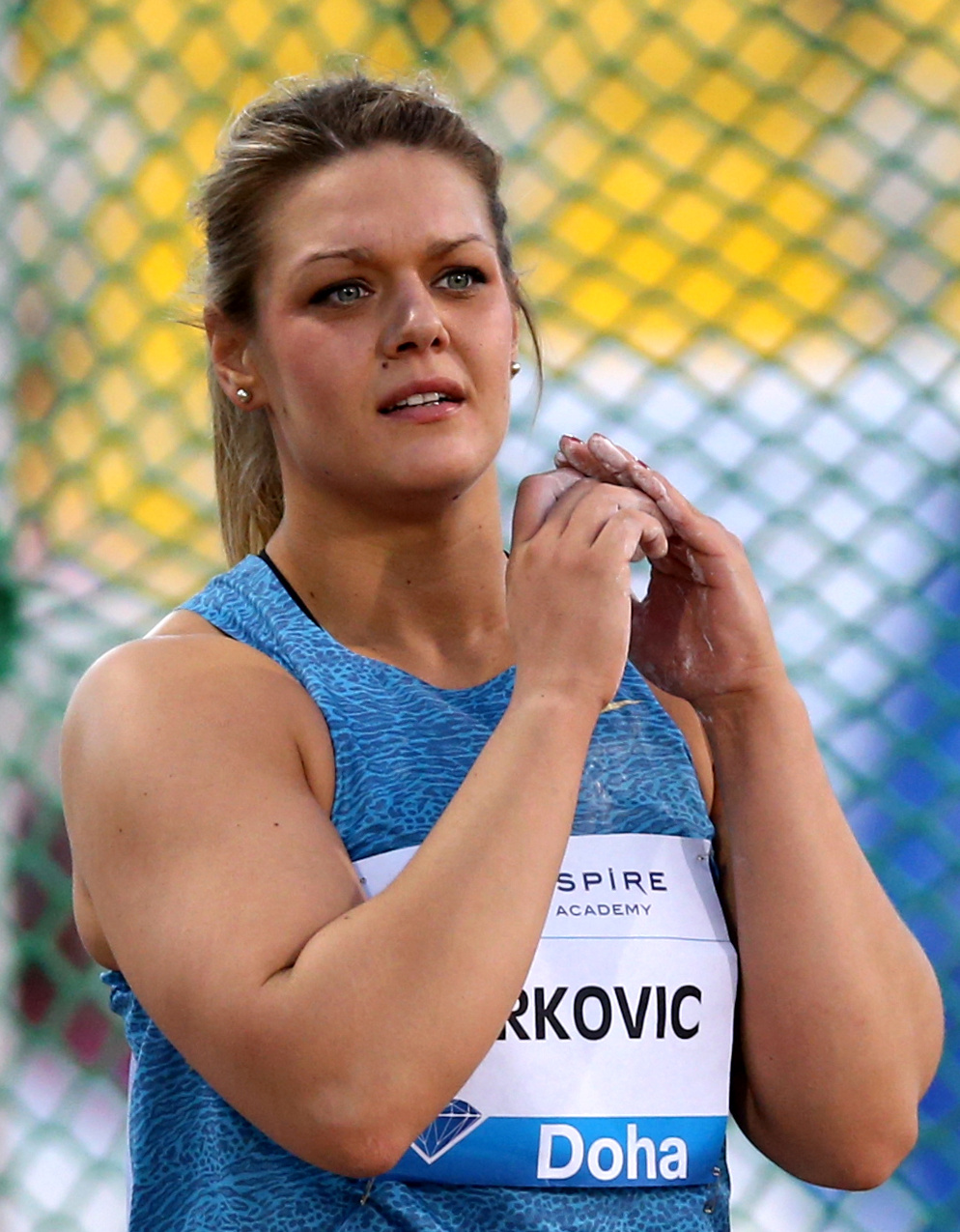
Vierter EM-Titel in Folge für Sandra Perković

Weitere Teilnehmerin aus einem deutschsprachigen Land:
Maren Kock  GER – DNF

### 10.000 m
| Platz | Athletin                  | Land | Zeit (min)        |
| ----- | ------------------------- | ---- | ----------------- |
| 1     | Yasemin Can               | TUR  | 31:12,86 EL/EU23R |
| 2     | Ana Dulce Félix           | POR  | 31:19,03000000000 |
| 3     | Karoline Bjerkeli Grøvdal | NOR  | 31:23,45000000000 |
| 4     | Fionnuala McCormack       | IRL  | 31:30,74000000000 |
| 5     | Joanne Pavey              | GBR  | 31:34,61000000000 |
| 6     | Veronica Inglese          | ITA  | 31:37,43000000000 |
| 7     | Jess Andrews              | GBR  | 31:38,02000000000 |
| 8     | Jip Vastenburg            | NED  | 32:04,00000000000 |

Datum: 6. Juli, 19:00 Uhr
Keine weiteren Teilnehmerinnen aus deutschsprachigen Ländern

### Halbmarathon
| Platz | Athletin               | Land | Zeit (h)   |
| ----- | ---------------------- | ---- | ---------- |
| 1     | Sara Moreira           | POR  | 1:10:19 CR |
| 2     | Veronica Inglese       | ITA  | 1:10:35000 |
| 3     | Jéssica Augusto        | POR  | 1:10:55000 |
| 4     | Rasa Drazdauskaitė     | LTU  | 1:11:47000 |
| 5     | Esma Aydemir           | TUR  | 1:11:49000 |
| 6     | Ourania Rembouli       | GRE  | 1:11:52000 |
| 7     | Monica Mădălina Florea | ROM  | 1:11:56000 |
| 8     | Eva Vrabcová-Nývltová  | CZE  | 1:12:01000 |

Datum: 10. Juli, 09:30 Uhr
Teilnehmerinnen aus deutschsprachigen Ländern:
Martina Strähl  SUI – Pl. 15 in 1:12:55 h / Anja Scherl  GER – Pl. 17 in 1:13:03 h
Maja Neuenschwander  SUI – Pl. 23 in 1:13:18 h / Andrea Mayr  AUT – Pl. 23 in 1:13:49 h
Laura Hrebec  SUI – Pl. 39 in 1:15:08 h / Isabell Teegen  GER – Pl. 51 in 1:16:32 h
Katharina Heinig  GER – Pl. 55 in 1:17:15 h / Martina Tresch  SUI – Pl. 65 in 1:17:47 h
Anita Baierl  AUT – Pl. 66 in 1:17:48 h / Anna Hahner  GER – Pl. 74 in 1:18:41 h
Franziska Reng  GER – DNF / Melina Tränkle  GER – DNF

### Halbmarathon, Teamwertung
| Platz | Land           | Athleten | Zeit (s) |
| ----- | -------------- | --- | -------- |
| 1     | Portugal       | Sara Moreira Jéssica Augusto Ana Dulce Félix ohne Wertung für das Team: Marisa Barros Vanessa Fernandes        | 3:33:53  |
| 2     | Italien        | Veronica Inglese Anna Incerti Rosaria Console ohne Wertung für das Team: Laila Soufyane Catherine Bertone      | 3:36:38  |
| 3     | Türkei         | Esma Aydemir Sultan Haydar Sevilay Eytemiş ohne Wertung für das Team: Tubay Erdal Yasemin Can Meryem Erdoğan   | 3:39:59  |
| 4     | Weißrussland   | Maryna Damanzewitsch Nina Sawina Nastassja Iwanowa ohne Wertung für das Team: Iryna Somawa                     | 3:40:31  |
| 5     | Rumänien       | Monica Mădălina Florea Paula Todoran Andreea Alina Pîşcu ohne Wertung für das Team: Liliana Danci              | 3:40:59  |
| 6     | Schweiz        | Martina Strähl Maja Neuenschwander Laura Hrebec ohne Wertung für das Team: Martina Tresch                      | 3:41:21  |
| 7     | Großbritannien | Gamma Steel Alyson Dixon Lily Partridge ohne Wertung für das Team: Tina Muir Charlotte Purdue                  | 3:42:03  |
| 8     | Litauen        | Rasa Drazdauskaitė Diana Lobačevskė Monika Juodeškaitė ohne Wertung für das Team: Remalda Kergytė-Dauskurdienė | 3:43:32  |

Datum: 10. Juli, 10:30 Uhr
Anmerkungen:
- Diese Teamwertung wurde für den Medaillenspiegel der Europameisterschaften nicht mitgezählt.
- Die Reihenfolge der einzelnen Mannschaften ergab sich aus die Addition der Zeiten für die jeweils besten drei Einzelläuferinnen eines Teams.

Weiteres Team aus einem deutschsprachigen Land:
 Deutschland (Anja Scherl, Isabell Teegen, Katharina Heinig) – Platz 13 in 3:46:50 h

### 100 m Hürden
| Platz | Athletin           | Land | Zeit (s) |
| ----- | ------------------ | ---- | -------- |
| 1     | Cindy Roleder      | GER  | 12,62 EL |
| 2     | Alina Talaj        | BLR  | 12,68000 |
| 3     | Tiffany Porter     | GBR  | 12,76000 |
| 4     | Clélia Rard-Reuse  | SUI  | 12,96000 |
| 5     | Anne Zagré         | BEL  | 12,97000 |
| 6     | Elisávet Pesirídou | GRE  | 13,05000 |
| 7     | Cindy Billaud      | FRA  | 13,29000 |
| DNF   | Pamela Dutkiewicz  | GER  |          |

Finale: 7. Juli, 19:40 Uhr
Wind: −0,7 m/s

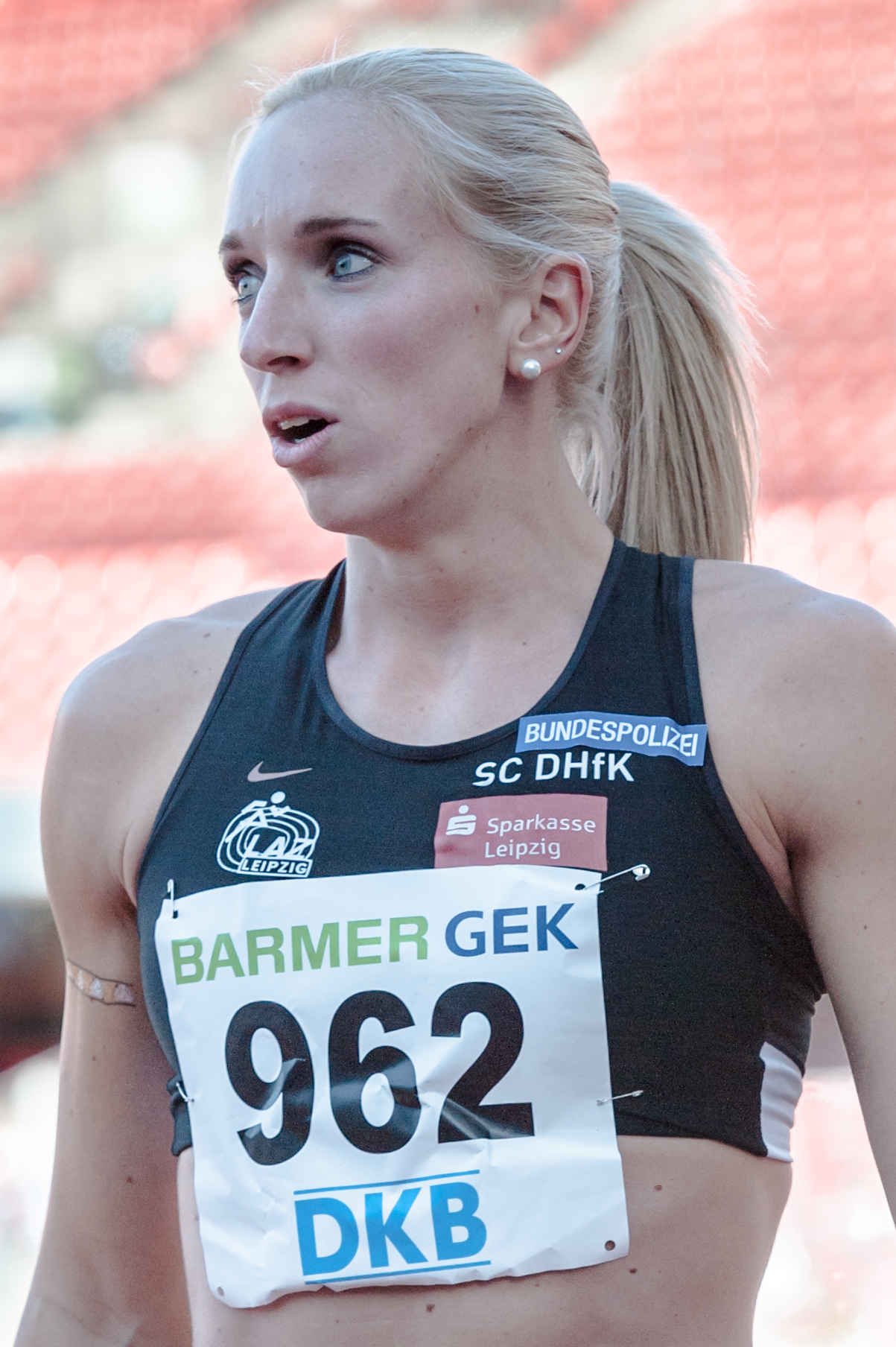
Cindy Roleder – nach der Vizeweltmeisterschaft 2015 nun der EM-Titel

Weitere Teilnehmerinnen aus deutschsprachigen Ländern:
- In den Halbfinals (7. Juli) ausgeschieden:
Nadine Hildebrand  GER – Lauf 2, Platz 3 in 12,95 s
Stephanie Bendrat  AUT – Lauf 2, Platz 7 in 14,00 s
- In den Vorläufen (6. Juli) ausgeschieden:
Eva Wimberger  AUT – Lauf 2, Platz 6 in 13,43 s

### 400 m Hürden
| Platz | Athletin               | Land | Zeit (s)    |
| ----- | ---------------------- | ---- | ----------- |
| 1     | Sara Slott Petersen    | DEN  | 55,12000000 |
| 2     | Joanna Linkiewicz      | POL  | 55,33000000 |
| 3     | Léa Sprunger           | SUI  | 55,41000000 |
| 4     | Ayomide Folorunso      | ITA  | 55,50 NU23R |
| 5     | Kazjaryna Belanowitsch | BLR  | 56,10000000 |
| 6     | Amalie Hammild Iuel    | NOR  | 56,24000000 |
| 7     | Stina Troest           | DEN  | 56,34000000 |
| 8     | Emilia Ankiewicz       | POL  | 57,31000000 |

Finale: 10. Juli, 17:05 Uhr
Teilnehmerinnen aus deutschsprachigen Ländern:
- In den Halbfinals (9. Juli) ausgeschieden:
Petra Fontanive  SUI – Lauf 3, Platz 7 in 57,42 s
- In den Vorläufen (8. Juli) ausgeschieden:
Robine Schürmann  SUI – Lauf 1, Platz 4 in 57,91 s
Jackie Baumann  GER – Lauf 3, Platz 5 in 58,17 s

### 3000 m Hindernis
| Platz | Athletin              | Land | Zeit (min) |
| ----- | --------------------- | ---- | ---------- |
| 1     | Gesa Felicitas Krause | GER  | 9:18,85 EL |
| 2     | Luiza Gega            | ALB  | 9:28,52 NR |
| 3     | Özlem Kaya            | TUR  | 9:35,05000 |
| 4     | Marija Schatalowa     | UKR  | 9:38,17000 |
| 5     | Fabienne Schlumpf     | SUI  | 9:40,01000 |
| 6     | Anastassija Pusakowa  | BLR  | 9:42.91000 |
| 7     | Michelle Finn         | IRL  | 9:43,19000 |
| 8     | Diana Martín          | ESP  | 9:43,65000 |

Finale: 10. Juli, 17:15 Uhr
Weitere Teilnehmerinnen aus deutschsprachigen Ländern:
- Im Finale:
Maya Rehberg  GER – DSQ
- In den Vorläufen (8. Juli) ausgeschieden:
Jana Sussmann  GER – Lauf 1, Platz 9 in 9:49,04 min

### 4 × 100 m Staffel
| Platz | Land           | Athletinnen | Zeit (s) |
| ----- | -------------- | --- | -------- |
| 1     | Niederlande    | Jamile Samuel Dafne Schippers (Finale) Tessa van Schagen Naomi Sedney im Vorlauf außerdem: Marije van Hunenstijn | 42,04 NR |
| 2     | Großbritannien | Asha Philip Dina Asher-Smith Bianca Williams Daryll Neita                                                        | 42,45000 |
| 3     | Deutschland    | Tatjana Pinto Lisa Mayer Gina Lückenkemper Rebekka Haase                                                         | 42,48000 |
| 4     | Schweiz        | Ajla Del Ponte Sarah Atcho Ellen Sprunger Salomé Kora                                                            | 43,00000 |
| 5     | Frankreich     | Floriane Gnafoua Céline Distel-Bonnet Jennifer Galais Stella Akakpo                                              | 43,05000 |
| 6     | Polen          | Agata Forkasiewicz Marika Popowicz-Drapała Anna Kiełbasińska Ewa Swoboda                                         | 43,24000 |
| 7     | Italien        | Irene Siragusa Gloria Hooper Martina Amidei Audrey Alloh                                                         | 43,57000 |
| DOP   | Ukraine        | Olessja Powch Natalija Pohrebnjak Marija Rjemjen Jelysaweta Bryshina                                             | 42,87000 |

Finale: 10. Juli, 17:35 Uhr
In diesem Wettbewerb gab es einen Dopingfall.

Ein Dopingtest der Ukrainerin Olessja Powch vom 15. Juni 2016 ergab eine deutlich zu hohe Testosteron-Konzentration. Dies führte zur Disqualifikation der ukrainischen 4-mal-100-Meter-Staffel, die den vierten Platz erreicht hatte. Olessja Powch erhielt eine vierjährige Sperre vom 15. Juni 2016 bis 14. Juni 2020, alle ihre seit der positiven Dopingprobe erzielten Resultate wurden annulliert, darunter auch ihr Halbfinaleinzug über 100 Meter.
Keine weiteren Staffeln aus deutschsprachigen Ländern

### 4 × 400 m Staffel
| Platz | Land           | Athletinnen | Zeit (min) |
| ----- | -------------- | --- | ---------- |
| 1     | Großbritannien | Emily Diamond (Finale) Anyika Onuora (Finale) Eilidh Doyle Seren Bundy-Davies im Vorlauf außerdem: Margaret Adeoye Kelly Massey                 | 3:25,05 WL |
| 2     | Frankreich     | Phara Anacharsis (Finale) Brigitte Ntiamoah Marie Gayot Floria Gueï (Finale) im Vorlauf außerdem: Agnès Raharolahy Elea Mariama Diarra          | 3:25,96000 |
| 3     | Italien        | Maria Benedicta Chigbolu Maria Enrica Spacca Chiara Bazzoni Libania Grenot (Finale) im Vorlauf außerdem: Elena Bonfanti                         | 3:27,49000 |
| 4     | Polen          | Ewelina Ptak Małgorzata Hołub (Finale) Patrycja Wyciszkiewicz Justyna Święty (Finale) im Vorlauf außerdem: Martyna Dąbrowska Iga Baumgart-Witan | 3:27,60000 |
| 5     | Deutschland    | Laura Müller Friederike Möhlenkamp Lara Hoffmann Ruth Sophia Spelmeyer                                                                          | 3:27,60000 |
| 6     | Niederlande    | Laura de Witte Lisanne de Witte Eva Hovenkamp Nicky van Leuveren                                                                                | 3:29,23000 |
| 7     | Rumänien       | Adelina Pastor Anamaria Ioniță Sanda Belgyan Andrea Miklós                                                                                      | 3:30,63000 |
| DOP   | Ukraine        | Julija Olischewska Olha Bibik Tetjana Melnyk Olha Semljak                                                                                       |            |

Finale: 10. Juli, 18:40 Uhr
In diesem Wettbewerb gab es einen Dopingfall.

In einem Dopingtest vom 5. Juli 2016 der Ukrainerin Olha Semljak wurde eine deutlich zu hohe Testosteron-Konzentration festgestellt. Dies führte zur Disqualifikation der ukrainischen 4-mal-400-Meter-Staffel, die den sechsten Platz erreicht hatte. Da der Athletin bereits vorher einmal ein Dopingbetrug nachgewiesen worden war, erhielt sie eine Sperre von nicht vier, sondern acht Jahren vom 5. Juli 2016 bis 4. Juli 2024, alle ihre seit der positiven Dopingprobe erzielten Resultate wurden annulliert, darunter auch ihr Halbfinaleinzug über 400 Meter.
Keine weiteren Staffeln aus deutschsprachigen Ländern

### Hochsprung
| Platz | Athletin                   | Land | Höhe (m) |
| ----- | -------------------------- | ---- | -------- |
| 1     | Ruth Beitia                | ESP  | 1,98     |
| 2     | Mirela Demirewa            | BUL  | 1,96     |
| 2     | Airinė Palšytė             | LTU  | 1,96     |
| 4     | Nafissatou Thiam           | BEL  | 1,93     |
| 5     | Marie-Laurence Jungfleisch | GER  | 1,93     |
| 6     | Oksana Okunjewa            | UKR  | 1,89     |
| 6     | Desirée Rossit             | ITA  | 1,89     |
| 6     | Alessia Trost              | ITA  | 1,89     |

Finale: 7. Juli, 17:30 Uhr
Keine weiteren Teilnehmerinnen aus deutschsprachigen Ländern

### Stabhochsprung
| Platz | Athletin               | Land | Höhe (m)    |
| ----- | ---------------------- | ---- | ----------- |
| 1     | Ekaterini Stefanidi    | GRE  | 4,81 CR0000 |
| 2     | Lisa Ryzih             | GER  | 4,700000000 |
| 3     | Angelica Bengtsson     | SWE  | 4,650000000 |
| 4     | Nikoleta Kyriakopoulou | GRE  | 4,550000000 |
| 5     | Michaela Meijer        | SWE  | 4,550000000 |
| 6     | Femke Pluim            | NED  | 4,450000000 |
| 7     | Angelica Moser         | SUI  | 4,45 NU23Re |
| 7     | Wilma Murto            | FIN  | 4,450000000 |

Finale: 9. Juli, 19:20 Uhr
Weitere Teilnehmerinnen aus deutschsprachigen Ländern:
Finale:
Martina Strutz  GER – Platz 10 mit 4,45 m
Annika Roloff  GER – Platz 11 mit 4,35 m

### Weitsprung
| Platz | Athletin          | Land | Weite (m) |
| ----- | ----------------- | ---- | --------- |
| 1     | Ivana Španović    | SRB  | 6,9400    |
| 2     | Jazmin Sawyers    | GBR  | 6,86 w    |
| 3     | Malaika Mihambo   | GER  | 6,6500    |
| 4     | Ksenija Balta     | EST  | 6,6500    |
| 5     | Karin Melis Mey   | TUR  | 6,6200    |
| 6     | Khaddi Sagnia     | SWE  | 6,5900    |
| 7     | Alexandra Wester  | GER  | 6,5100    |
| 8     | Nadia Akpana Assa | NOR  | 6,5100    |

Finale: 8. Juli, 19:20 Uhr
Weitere Teilnehmerin aus einem deutschsprachigen Land:
Finale:
Nadja Käther  GER – Platz 9 mit 6,48 m

### Dreisprung
| Platz | Athletin                | Land | Weite (m) |
| ----- | ----------------------- | ---- | --------- |
| 1     | Patrícia Mamona         | POR  | 14,58 NR  |
| 2     | Hanna Knjasjewa-Minenko | ISR  | 14,51 w0  |
| 3     | Paraskevi Papachristou  | GRE  | 14,47000  |
| 4     | Anna Jagaciak-Michalska | POL  | 14,40 w0  |
| 5     | Susana Costa            | POR  | 14,34000  |
| 6     | Olha Saladucha          | UKR  | 14,23000  |
| 7     | Jenny Elbe              | GER  | 14,08000  |
| 8     | Kristin Gierisch        | GER  | 14,03000  |

Finale: 10. Juli, 17:25 Uhr
Keine weiteren Teilnehmerinnen aus deutschsprachigen Ländern

### Kugelstoßen
| Platz | Athletin             | Land | Weite (m) |
| ----- | -------------------- | ---- | --------- |
| 1     | Christina Schwanitz  | GER  | 20,17 EL  |
| 2     | Anita Márton         | HUN  | 18,72000  |
| 3     | Emel Dereli          | TUR  | 18,22000  |
| 4     | Julija Leanzjuk      | BLR  | 18,20000  |
| 5     | Radoslawa Mawrodiewa | BUL  | 18,10000  |
| 6     | Aljona Dubizkaja     | BLR  | 18,03000  |
| 7     | Sara Gambetta        | GER  | 17,95000  |
| 8     | Melissa Boekelman    | NED  | 17,92000  |

Finale: 7. Juli, 17:05 Uhr
Weitere Teilnehmerin aus einem deutschsprachigen Land:
In der Qualifikation (6. Juli) ausgeschieden:
Lena Urbaniak  GER – Gruppe A, Platz 7 mit 16,83 m

### Diskuswurf
| Platz | Athletin             | Land | Weite (m) |
| ----- | -------------------- | ---- | --------- |
| 1     | Sandra Perković      | CRO  | 69,97     |
| 2     | Julia Fischer        | GER  | 65,77     |
| 3     | Shanice Craft        | GER  | 63,89     |
| 4     | Nadine Müller        | GER  | 62,63     |
| 5     | Mélina Robert-Michon | FRA  | 62,47     |
| 6     | Natalija Semenowa    | UKR  | 62,21     |
| 7     | Jade Lally           | GBR  | 60,29     |
| 8     | Pauline Pousse       | FRA  | 59,62     |

Finale: 8. Juli, 20:15 Uhr
Weitere Teilnehmerin aus einem deutschsprachigen Land:
In der Qualifikation (6. Juli) ausgeschieden:
Veronika Watzek  AUT – Gruppe B, Platz 11 mit 53,79 m

### Hammerwurf
| Platz | Athletin           | Land | Weite (m) |
| ----- | ------------------ | ---- | --------- |
| 1     | Anita Włodarczyk   | POL  | 78,14     |
| 2     | Betty Heidler      | GER  | 75,77     |
| 3     | Hanna Skydan       | AZE  | 73,83     |
| 4     | Sophie Hitchon     | GBR  | 71,74     |
| 5     | Zalina Marghieva   | MDA  | 71,73     |
| 6     | Malwina Kopron     | POL  | 70,91     |
| 7     | Martina Hrašnová   | SVK  | 70,62     |
| 8     | Iryna Nowoschylowa | UKR  | 70,18     |

Finale: 8. Juli, 18:10 Uhr
Weitere Teilnehmerinnen aus deutschsprachigen Ländern:
In der Qualifikation (6. Juli) ausgeschieden:
Charlene Woitha  GER – Gruppe B, Platz 12 mit 64,90 m
Kathrin Klaas  GER – Gruppe B, Platz 13 mit 64,39 m

### Speerwurf
| Platz | Athletin               | Land | Weite (m)      |
| ----- | ---------------------- | ---- | -------------- |
| 1     | Tazzjana Chaladowitsch | BLR  | 66,34 NR000000 |
| 2     | Linda Stahl            | GER  | 65,25000000000 |
| 3     | Sara Kolak             | CRO  | 63,50 NR/NU23R |
| 4     | Katharina Molitor      | GER  | 63,20000000000 |
| 5     | Barbora Špotáková      | CZE  | 62,66000000000 |
| 6     | Martina Ratej          | SLO  | 60,65000000000 |
| 7     | Madara Palameika       | LAT  | 60,39000000000 |
| 8     | Ásdís Hjálmsdóttir     | ISL  | 60,37000000000 |

Finale: 9. Juli, 18:45 Uhr
Weitere Teilnehmerin aus einem deutschsprachigen Land:
In der Qualifikation (7. Juli) ausgeschieden:
Christin Hussong  GER – Gruppe B, Platz 6 mit 57,17 m

### Siebenkampf
| Platz | Athletin                   | Land | Punkte  |
| ----- | -------------------------- | ---- | ------- |
| 1     | Anouk Vetter               | NED  | 6626 NR |
| 2     | Antoinette Nana Djimou Ida | FRA  | 6458000 |
| 3     | Ivona Dadic                | AUT  | 6408 NR |
| 4     | Xénia Krizsán              | HUN  | 6266000 |
| 5     | Györgyi Zsivoczky-Farkas   | HUN  | 6144000 |
| 6     | Kateřina Cachová           | CZE  | 6051000 |
| 7     | Verena Preiner             | AUT  | 6050000 |
| 8     | Sofia Yfandidou            | GRE  | 6025000 |

Datum: 8. bis 9. Juli

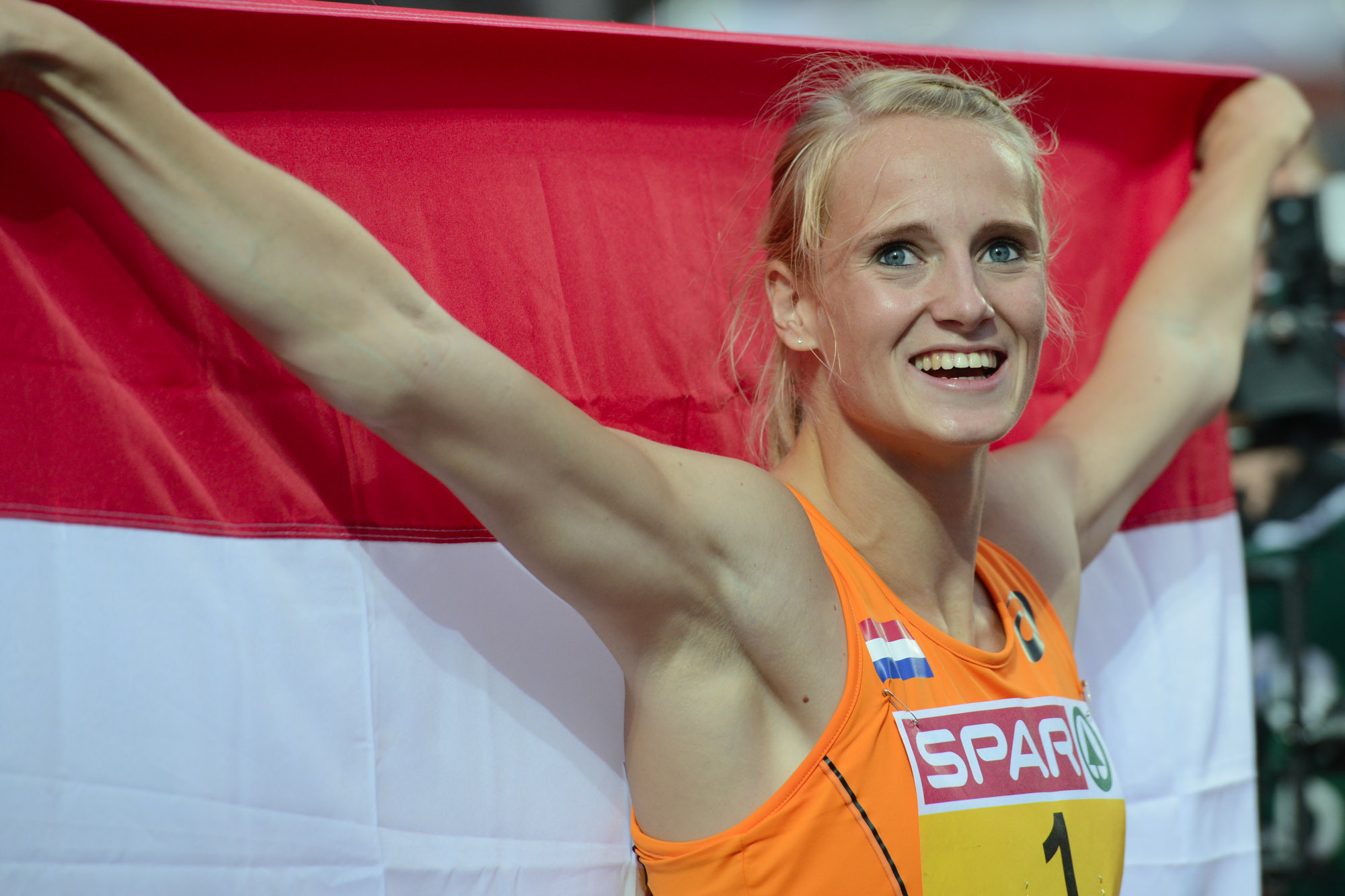
Anouk Vetter – Europameisterin mit neuem niederländischen Landesrekord

Weitere Teilnehmerinnen aus deutschsprachigen Ländern:
Anna Maiwald  GER – Platz 10 mit 6020 P
Michelle Zeltner  SUI – Platz 11 mit 6010 P
Valérie Reggel  SUI – Platz 13 mit 5667 P
Linda Züblin  SUI – Platz 15 mit 4960 P

## Videolinks
- Full video Opening Ceremony Amsterdam 2016,youtube.com (englisch), abgerufen am 17. März 2020
- Best moments of European Athletics in 2016,youtube.com (englisch), abgerufen am 17. März 2020
- Day One Highlights | European Athletics Championship 2016,youtube.com (englisch), abgerufen am 17. März 2020
- Day two highlights | European Athletics Championships 2016,youtube.com (englisch), abgerufen am 17. März 2020
- Day three highlights | European Athletics Championships 2016,youtube.com (englisch), abgerufen am 17. März 2020
- Day four highlights | European Athletics Championships 2016,youtube.com (englisch), abgerufen am 17. März 2020
- Day five highlights | European Athletics Championship 2016,youtube.com (englisch), abgerufen am 17. März 2020